# Notre-Dame (Kernascléden)

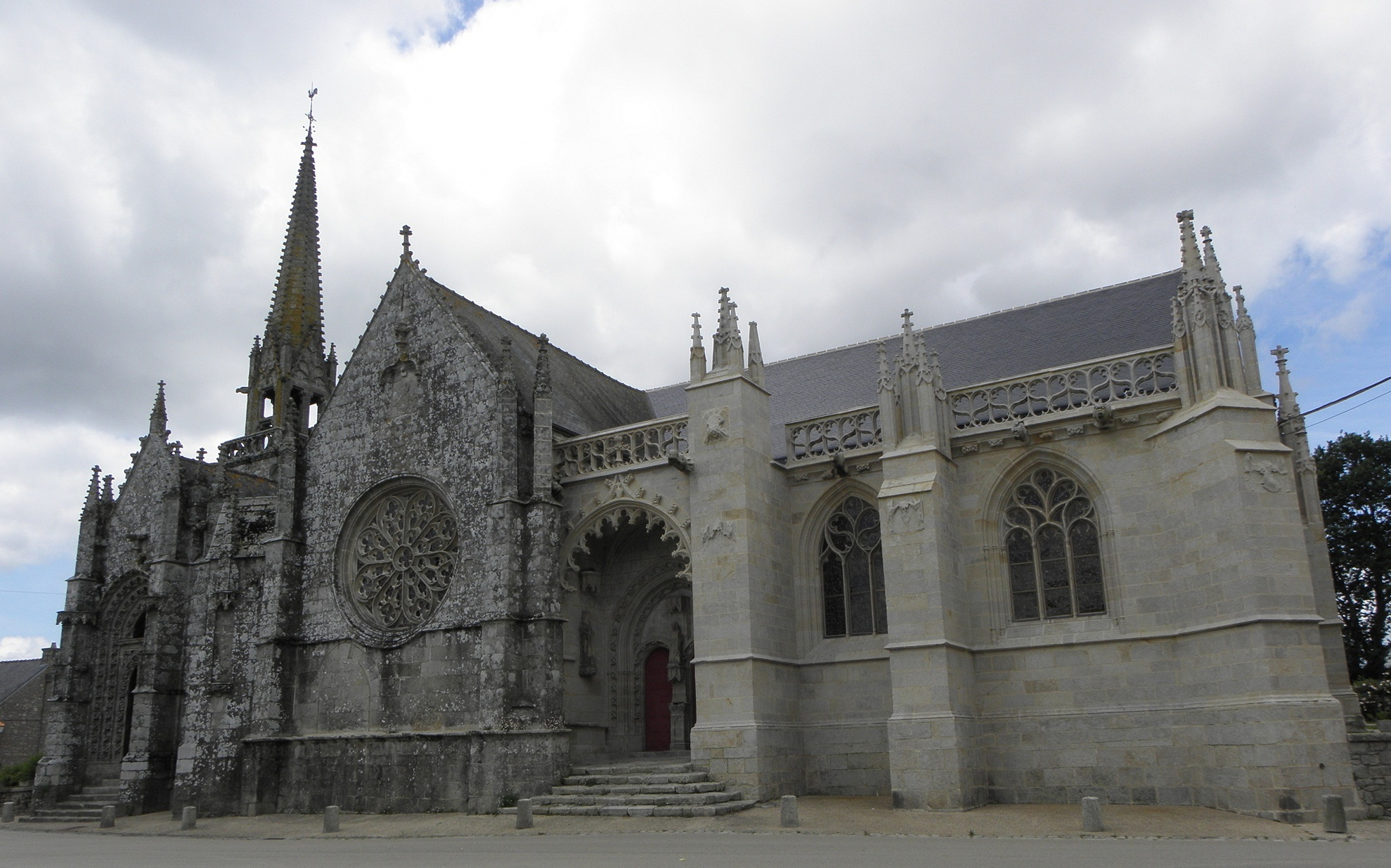
Kirche Notre-Dame

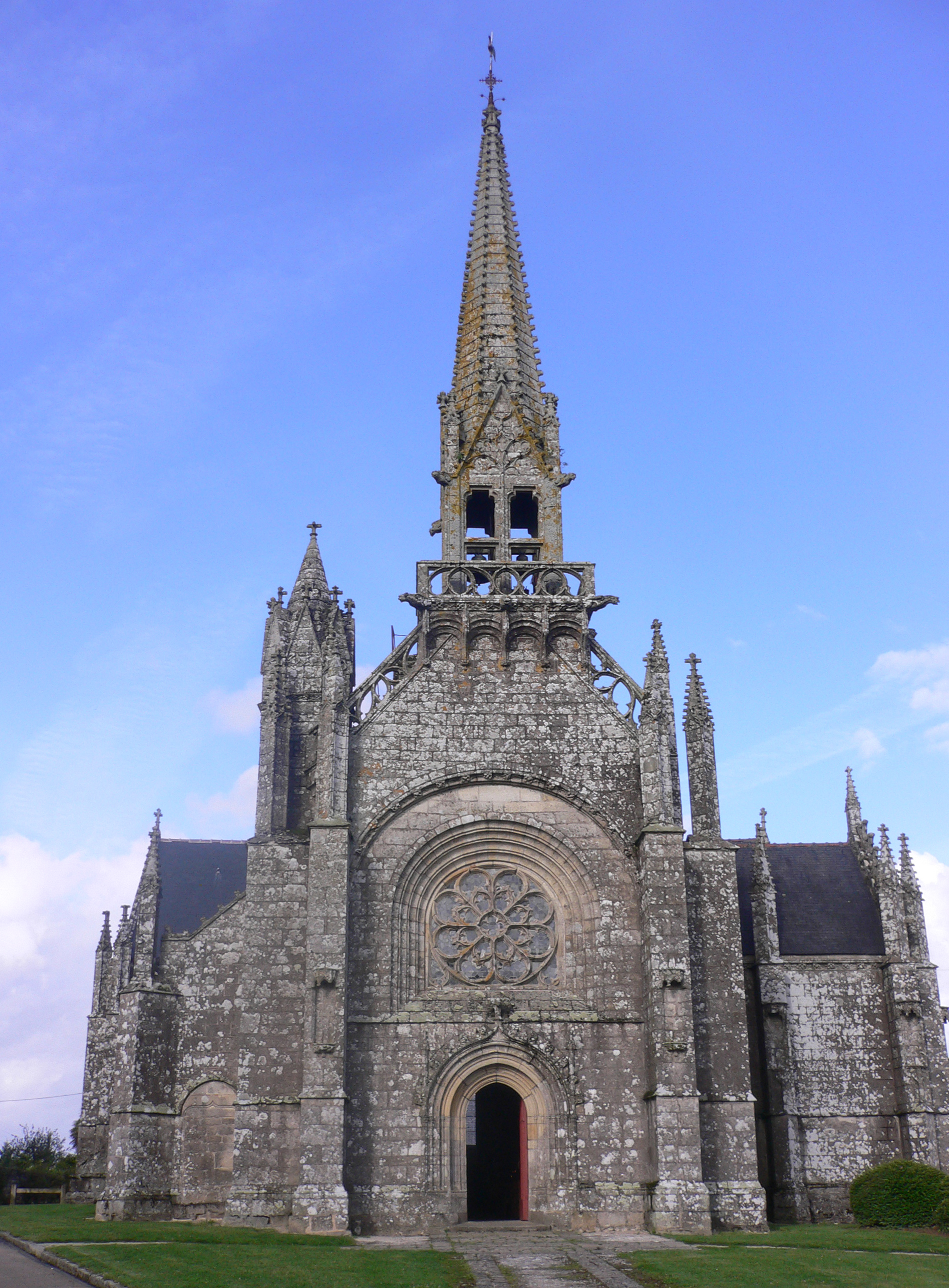
Westfassade

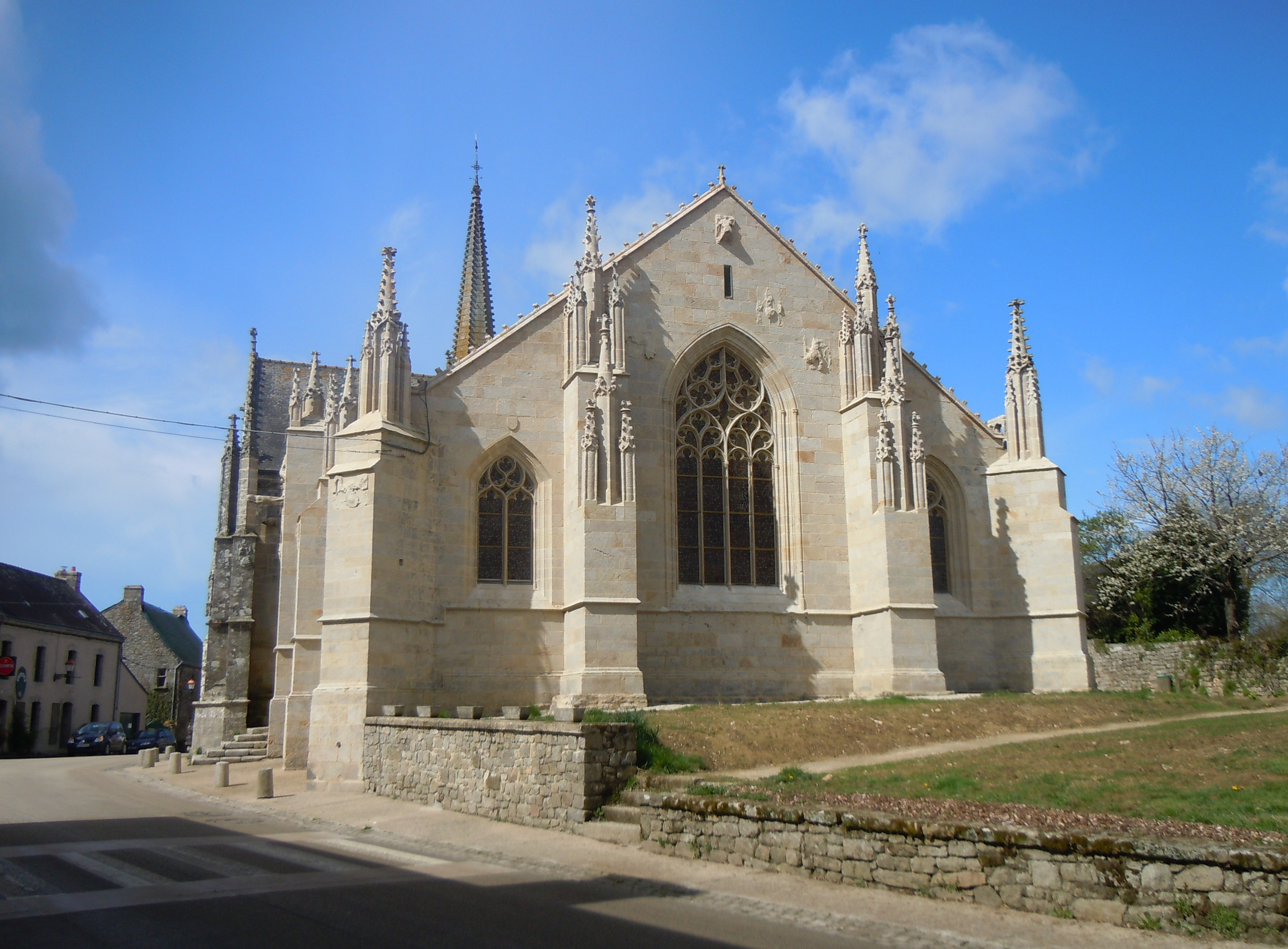
Chorhaupt

Die römisch-katholische Pfarrkirche Notre-Dame in Kernascléden, einer Gemeinde im Département Morbihan in der französischen Region Bretagne, wurde im 15. Jahrhundert im Stil der Flamboyantgotik errichtet. In der Kirche sind neben wertvollen Ausstattungsstücken aus der Bauzeit Wandmalereien wie ein Totentanz aus der Mitte des 15. Jahrhunderts erhalten. Im Jahr 1857 wurde die Kirche als Monument historique in die Liste der Baudenkmäler (Base Mérimée) in Frankreich aufgenommen.

## Geschichte
Der Bau der Kirche wurde zwischen 1420 und 1430 mit der Unterstützung der Vizegrafen von Rohan und der bretonischen Herzöge errichtet, deren Wappen in der Kirche zu sehen sind. Wie aus einer gotischen Inschrift im nördlichen Seitenschiff des Chors hervorgeht, erfolgte im Jahr 1453 die Weihe der Kirche durch Yves de Pontsal, den Bischof von Vannes, der gleichzeitig das Amt des Vizekanzlers der Bretagne ausübte. 1464 wurde die Kirche eingewölbt.

## Architektur

### Außenbau

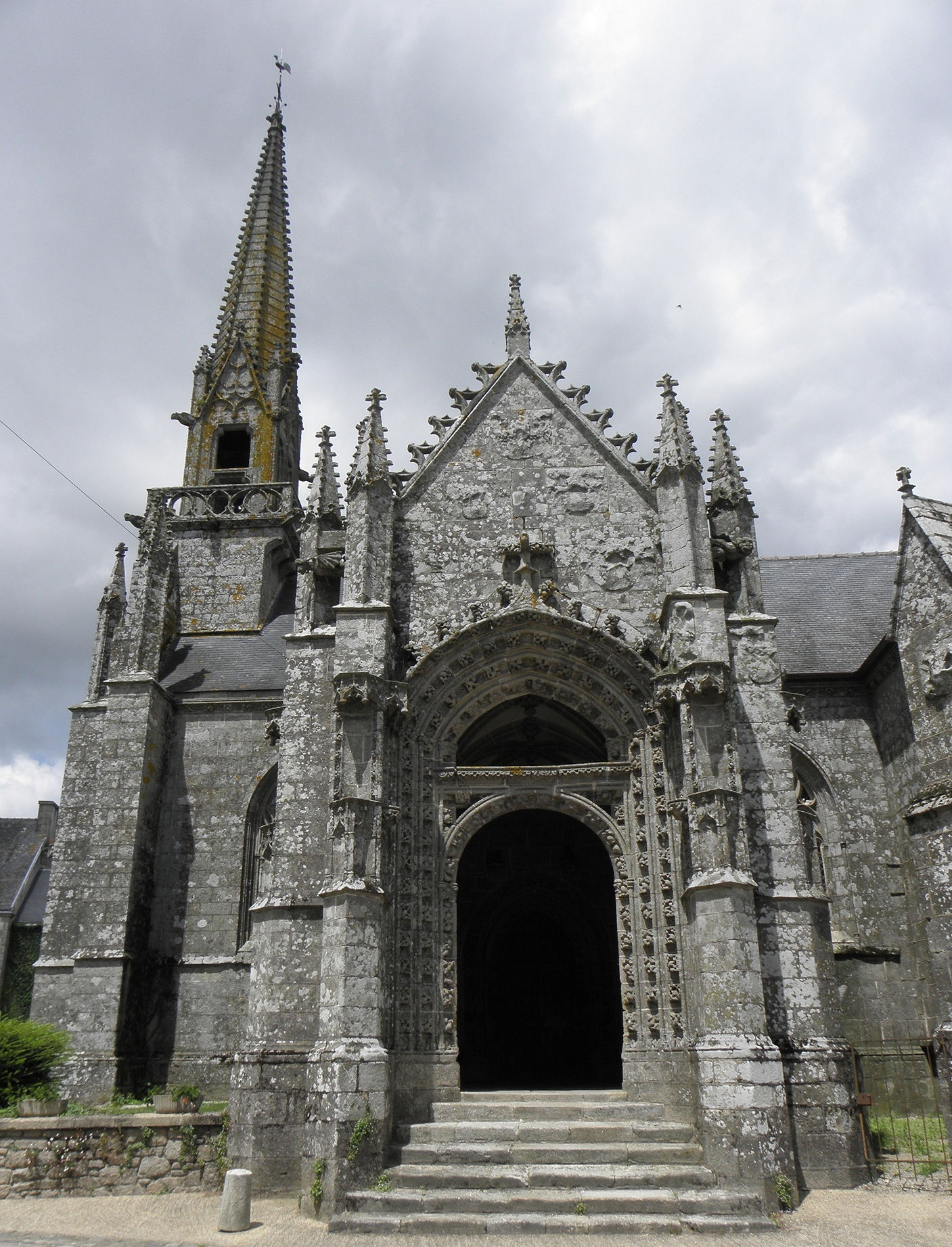
Vorhalle der Frauen

Die Westfassade wird an ihren Ecken auf beiden Seiten von zwei mit Fialen besetzten Strebepfeilern verstärkt. In der Mitte ist ein leicht zugespitztes Portal eingeschnitten, über dem sich eine achtstrahlige Fensterrose öffnet. Über einer Balustrade im Flamboyantstil wurde der Glockenturm mit seiner steinernen Spitze 1877/79 wieder neu aufgesetzt.
Die Südfassade wird ebenfalls von Strebepfeilern mit Fialen gegliedert. Über dem Dachansatz verläuft eine Balustrade, unter der Wasserspeier angebracht sind. Die Fassade des südlichen Querhauses, die ebenfalls von einer achtstrahligen Fensterrose durchbrochen ist, trennt die beiden Vorhallen, die Vorhalle der Männer (Porche aux hommes) und die Vorhalle der Frauen (Porche aux femmes). 
Die reich dekorierte Vorhalle der Frauen besitzt ein Rundbogenportal, über dessen Türsturz sich ein von Archivolten umgebenes Bogenfeld öffnet. Die Vorhalle erstreckt sich über zwei Joche und wird von Kreuzrippengewölben gedeckt. In den Nischen der Vorhalle stehen die Skulpturen der zwölf Apostel aus dem 15. Jahrhundert.

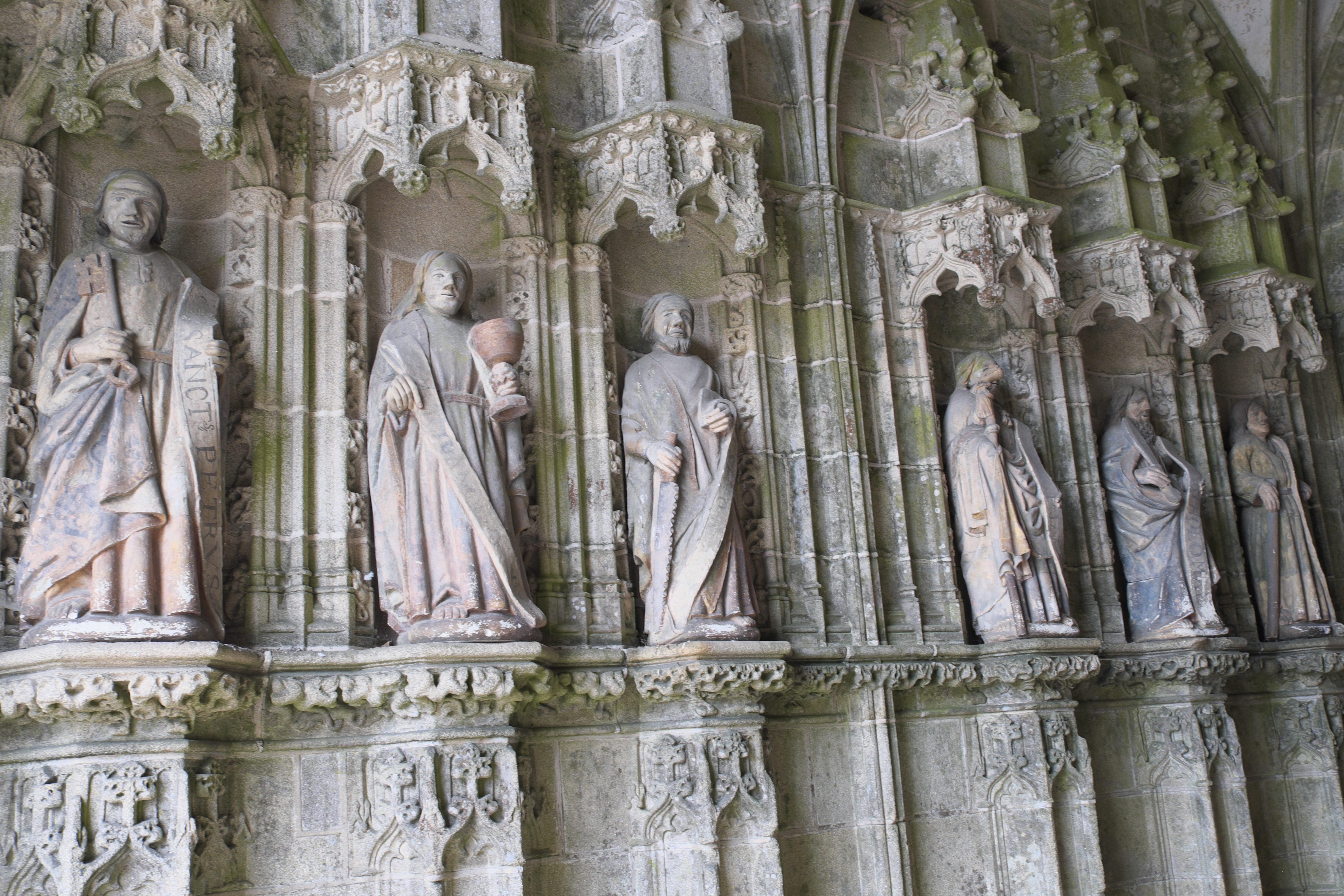
Apostelfiguren
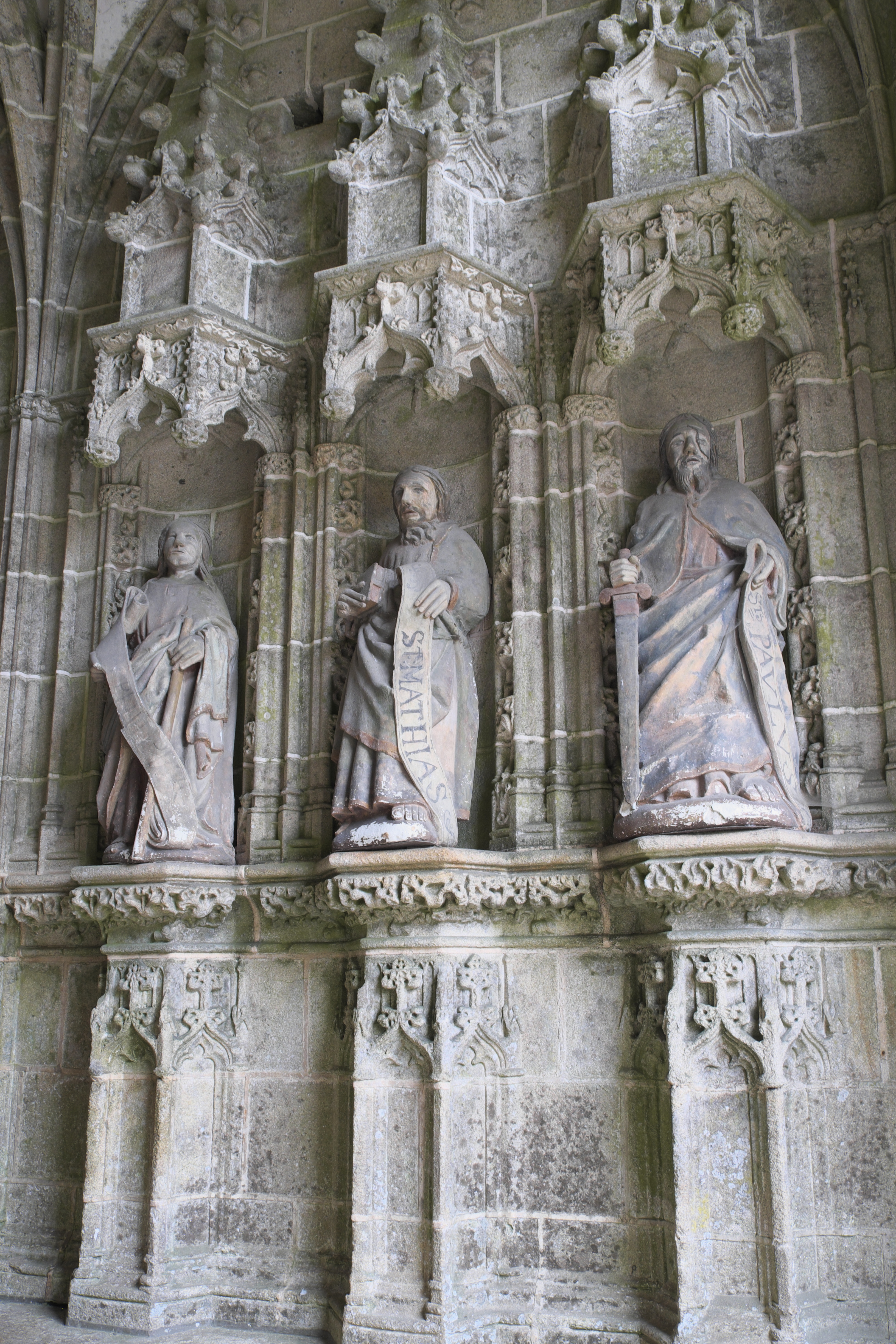
Apostelfiguren
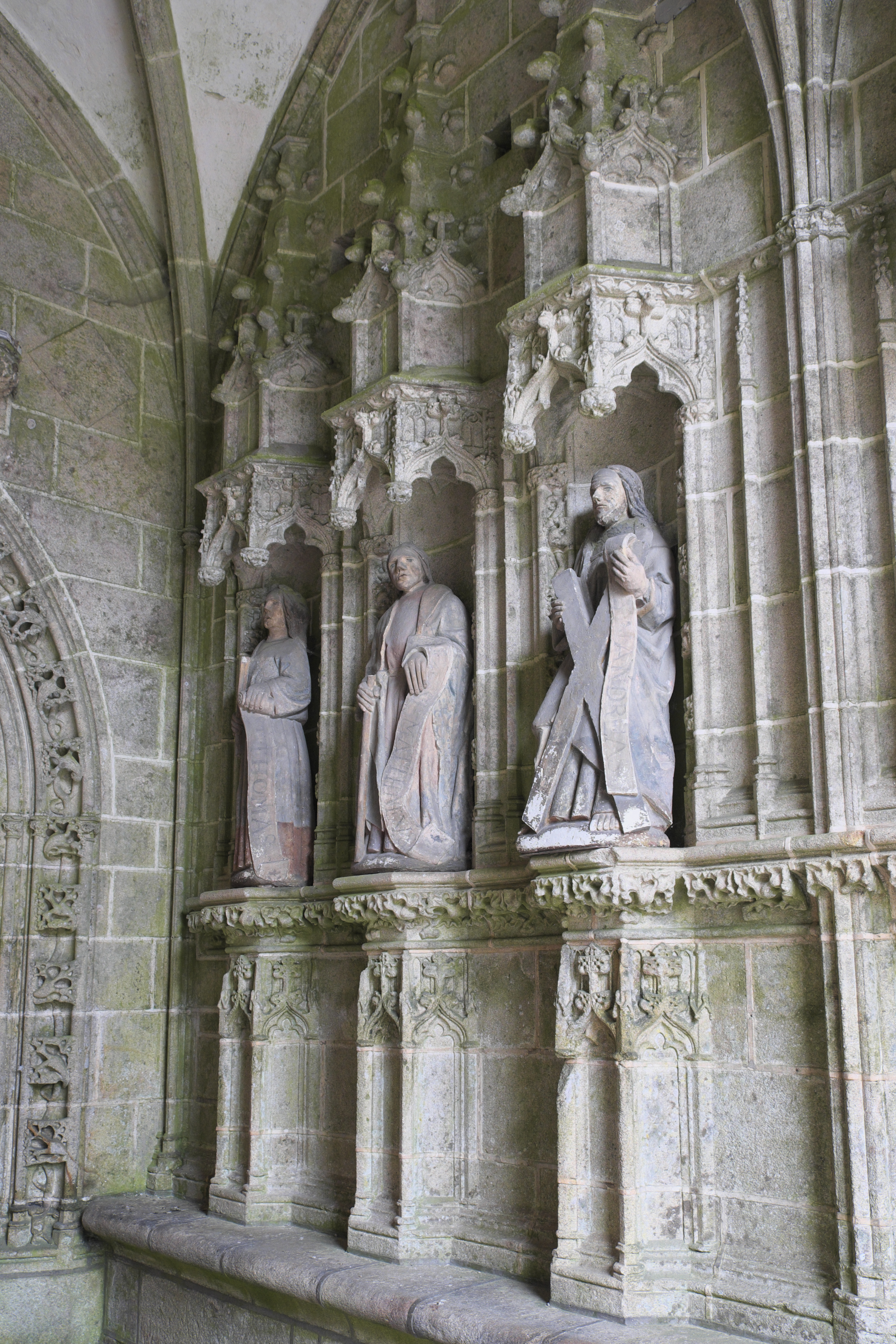
Apostelfiguren

Das äußere Portal der Vorhalle der Männer wird von Dreipassbögen gerahmt. Die Vorhalle, die nur ein Joch aufweist, wird ebenfalls von einem Kreuzrippengewölbe gedeckt. In der Vorhalle stehen sich die Grantifiguren des heiligen Antonius und des heiligen Sebastian aus dem späten 15. Jahrhundert gegenüber. Das innere Portal besteht aus zwei Türen, die ein Trumeaupfeiler mit einer Granitskulptur der heiligen Katharina aus dem ersten Viertel des 16. Jahrhunderts trennt. Die Figur steht auf einem mit Kreuzblumen verzierten Baldachin des darunter angebrachten Weihwasserbeckens.

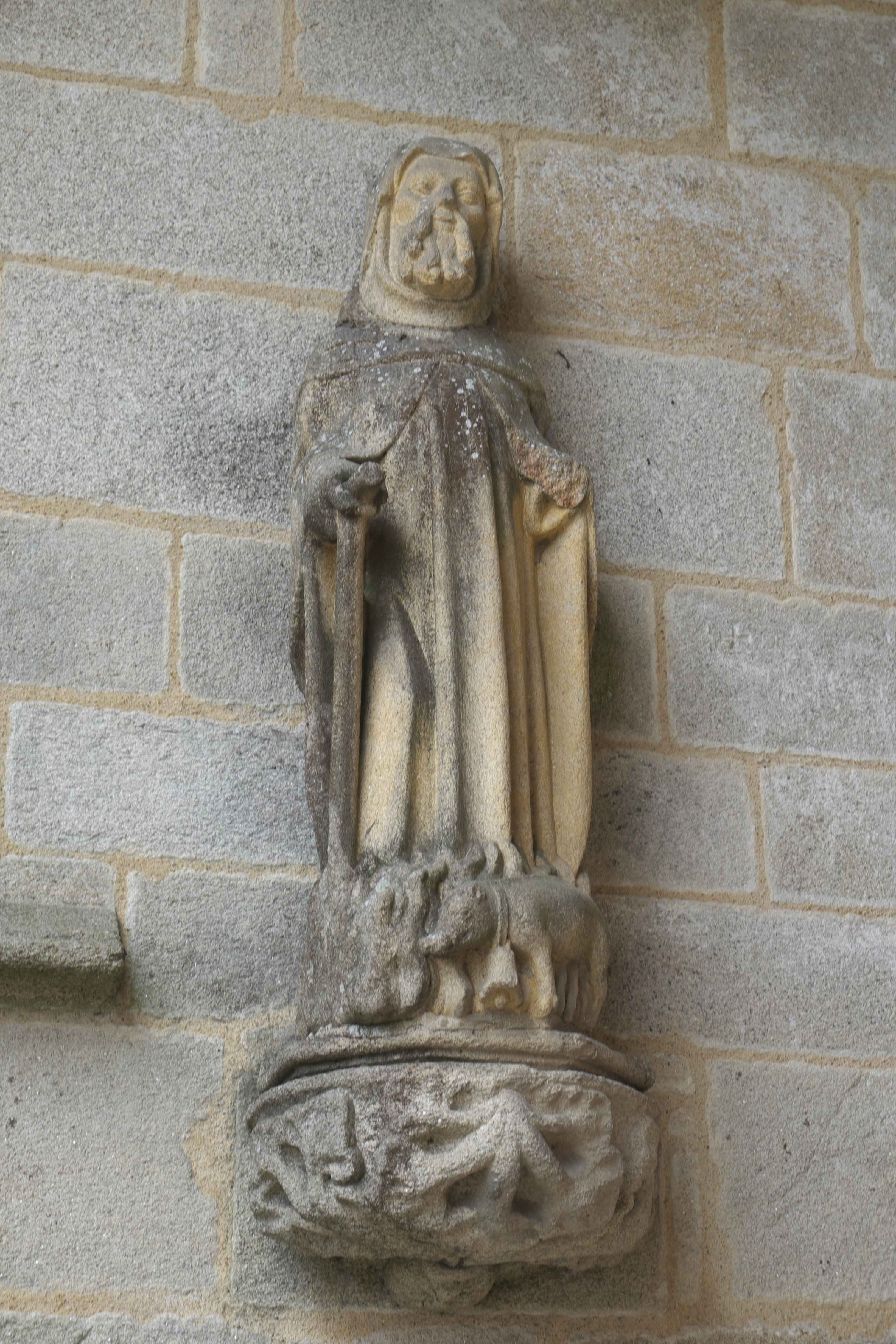
Heiliger Antonius
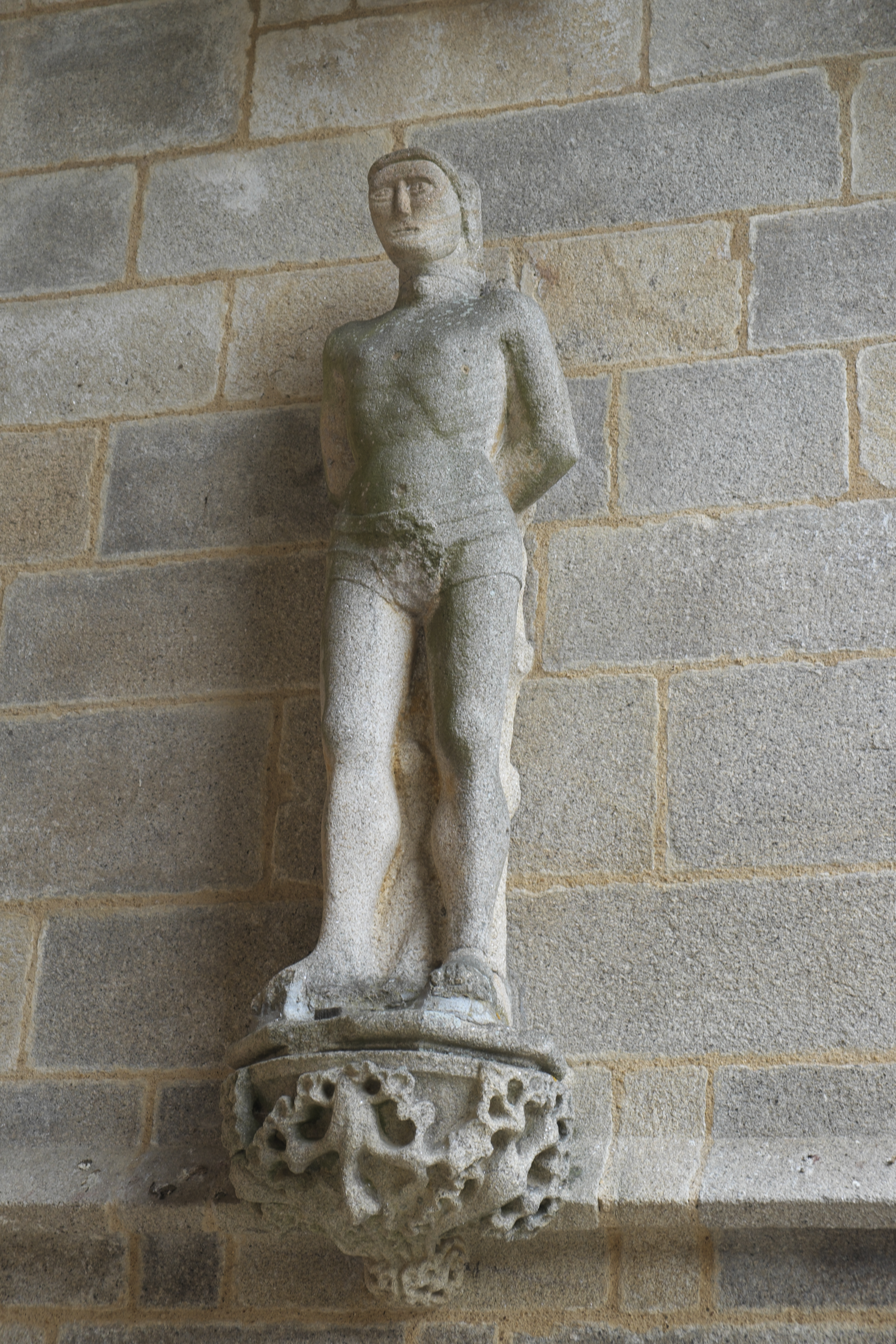
Heiliger Sebastian
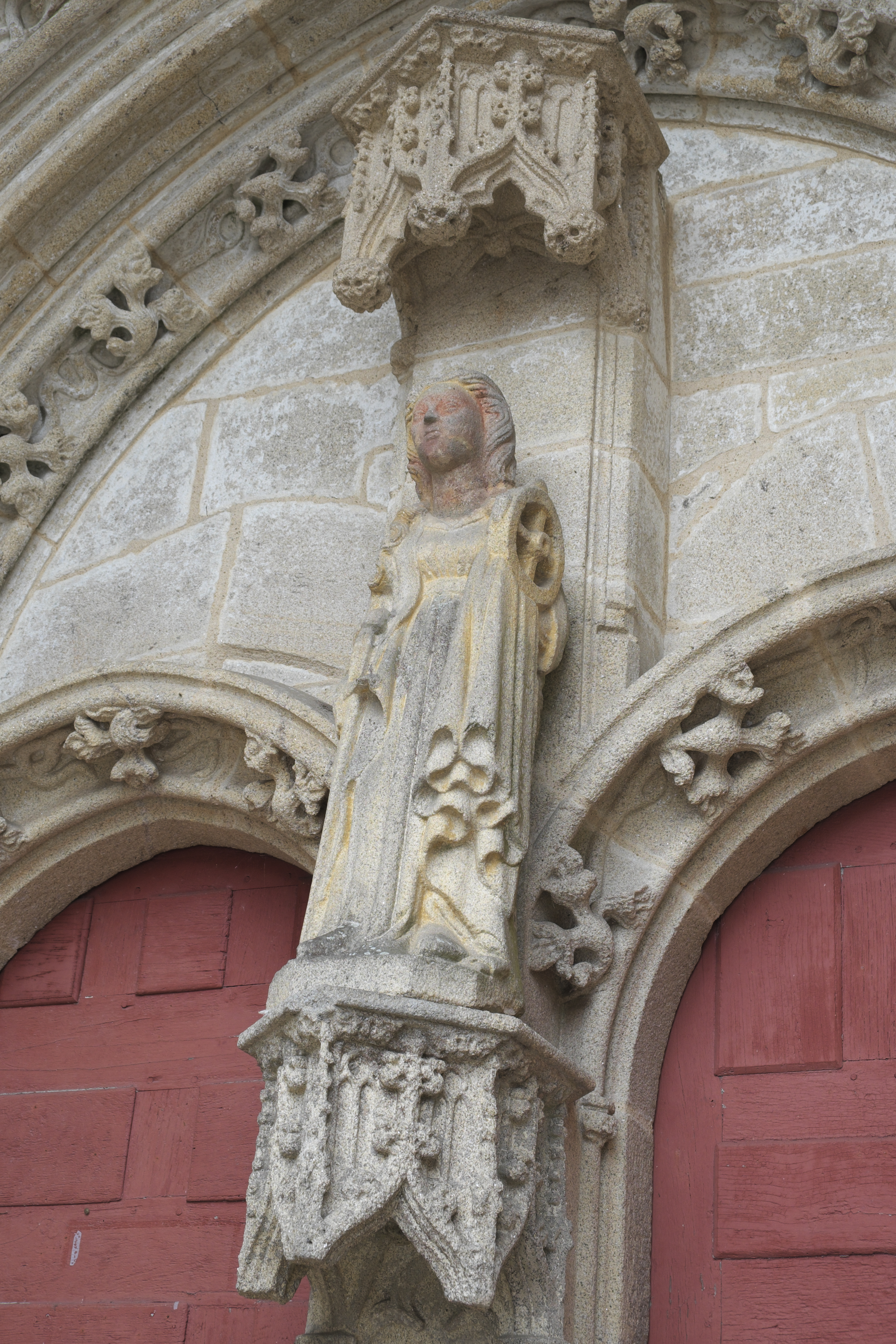
Heilige Katharina

### Innenraum

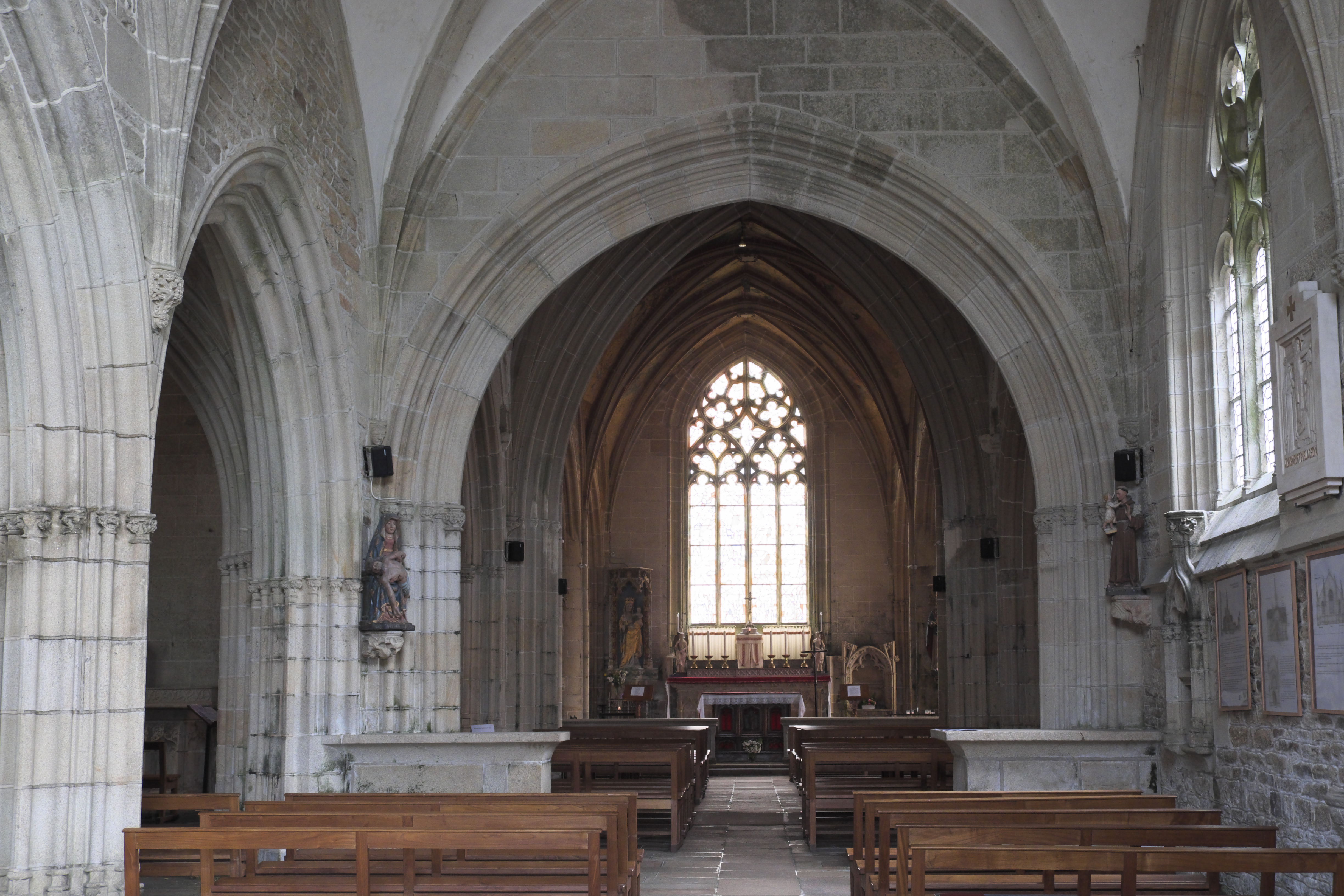
Innenraum, Blick zum Chor

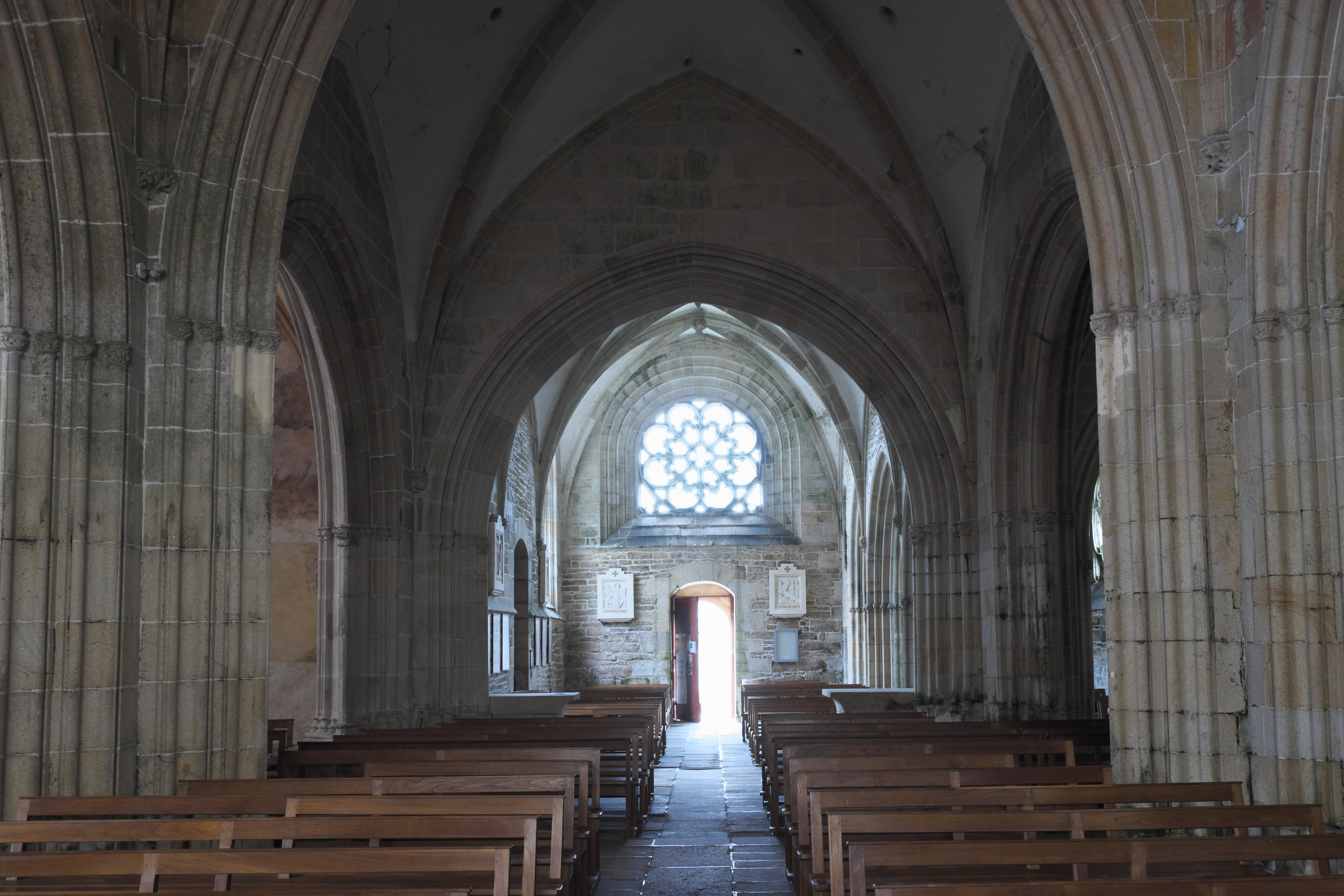
Innenraum, Blick zum Westportal

Die Kirche besteht aus einem dreijochigen Langhaus, einem Seitenschiff im Norden, einem Querhaus und einem ebenfalls dreijochigen, gerade geschlossenen Chor mit zwei Seitenschiffen. Das niedrige Hauptschiff wird wie das nördliche Seitenschiff und das Querhaus von Kreuzrippengewölben gedeckt. Spitzbogige Akaden, die auf Pfeilern mit zwölf Halbsäulen aufliegen, öffnen das Hauptschiff zum Seitenschiff. In die Wände sind mehrere von Dreipassbögen gerahmte Piscinen eingelassen. Im Chor sieht man die Wappen von Ludwig II. von Rohan-Guéméné, des Vizegrafen Alain IX. von Rohan und des bretonischen Herzogs Franz II.

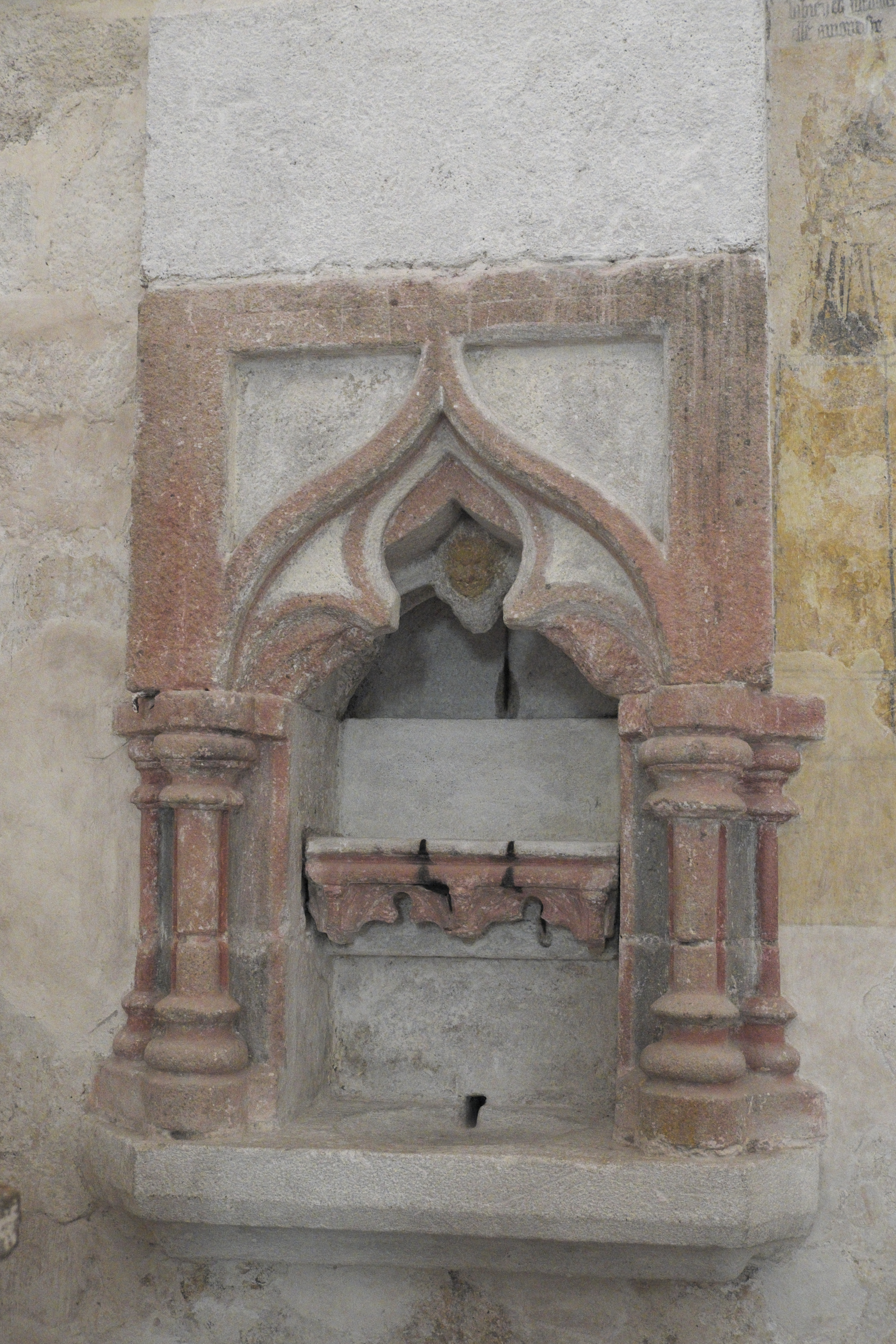
Piscina
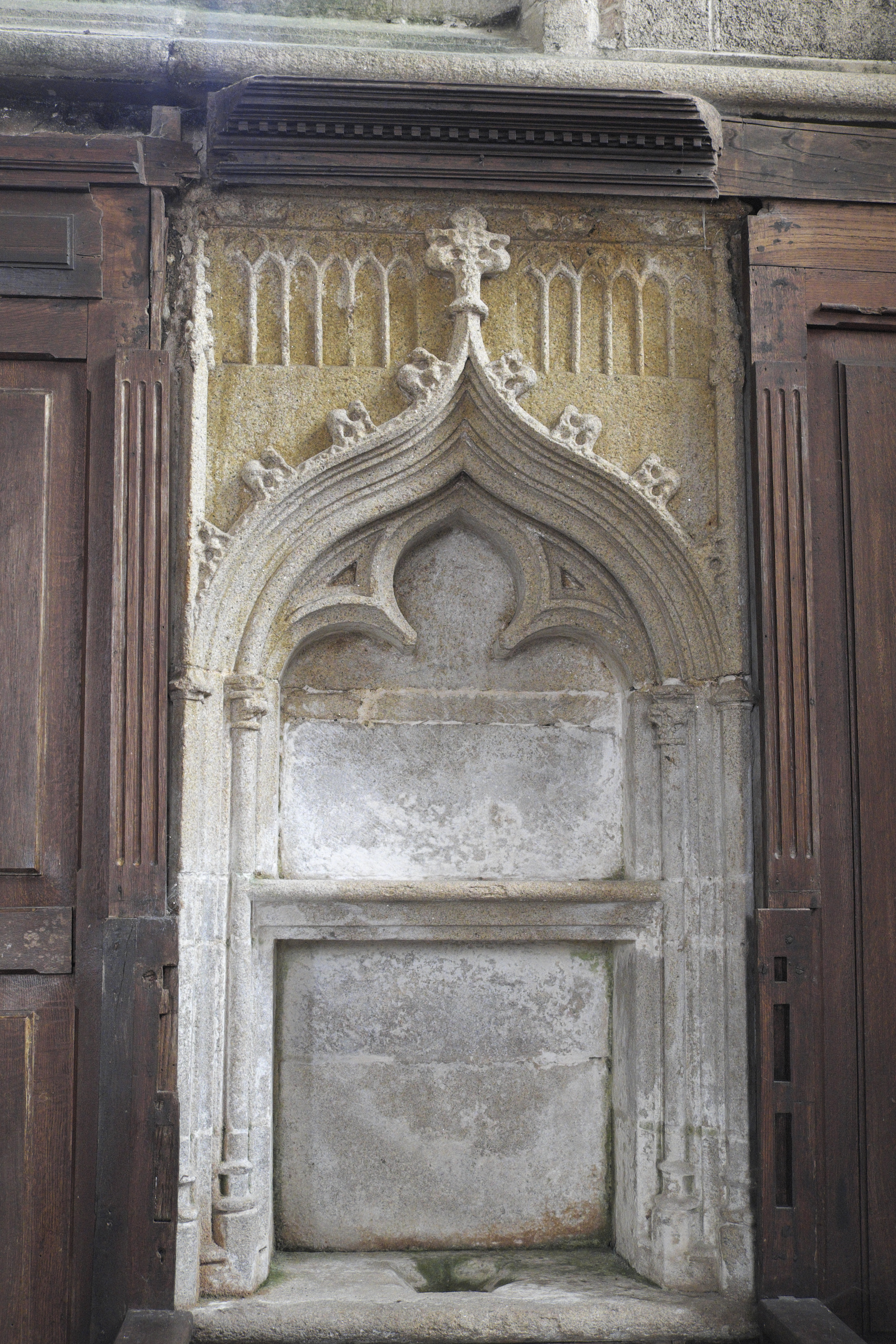
Piscina
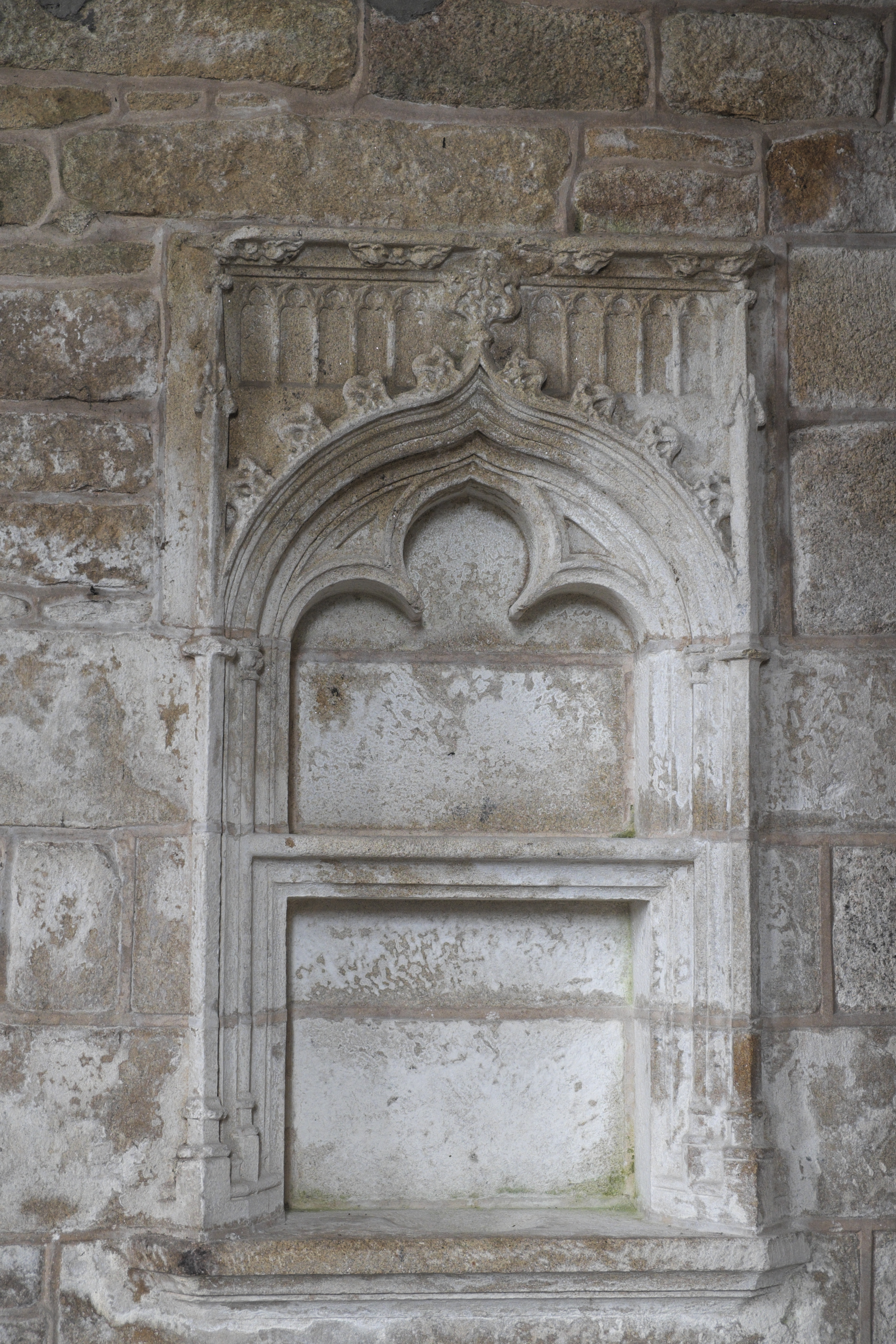
Piscina
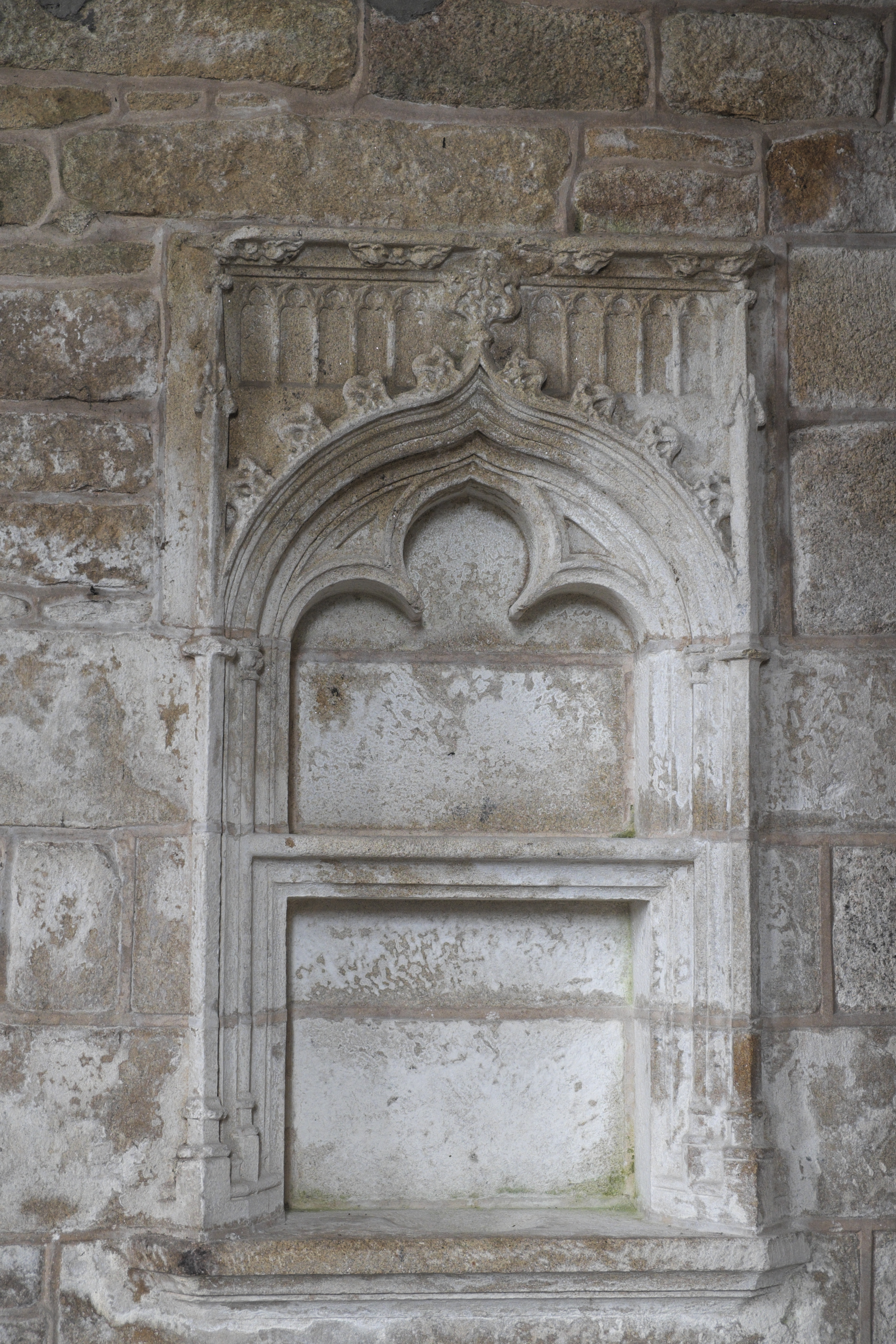
Piscina

## Wand- und Deckenmalereien

### Szenen aus dem Marienleben und dem Leben Jesu

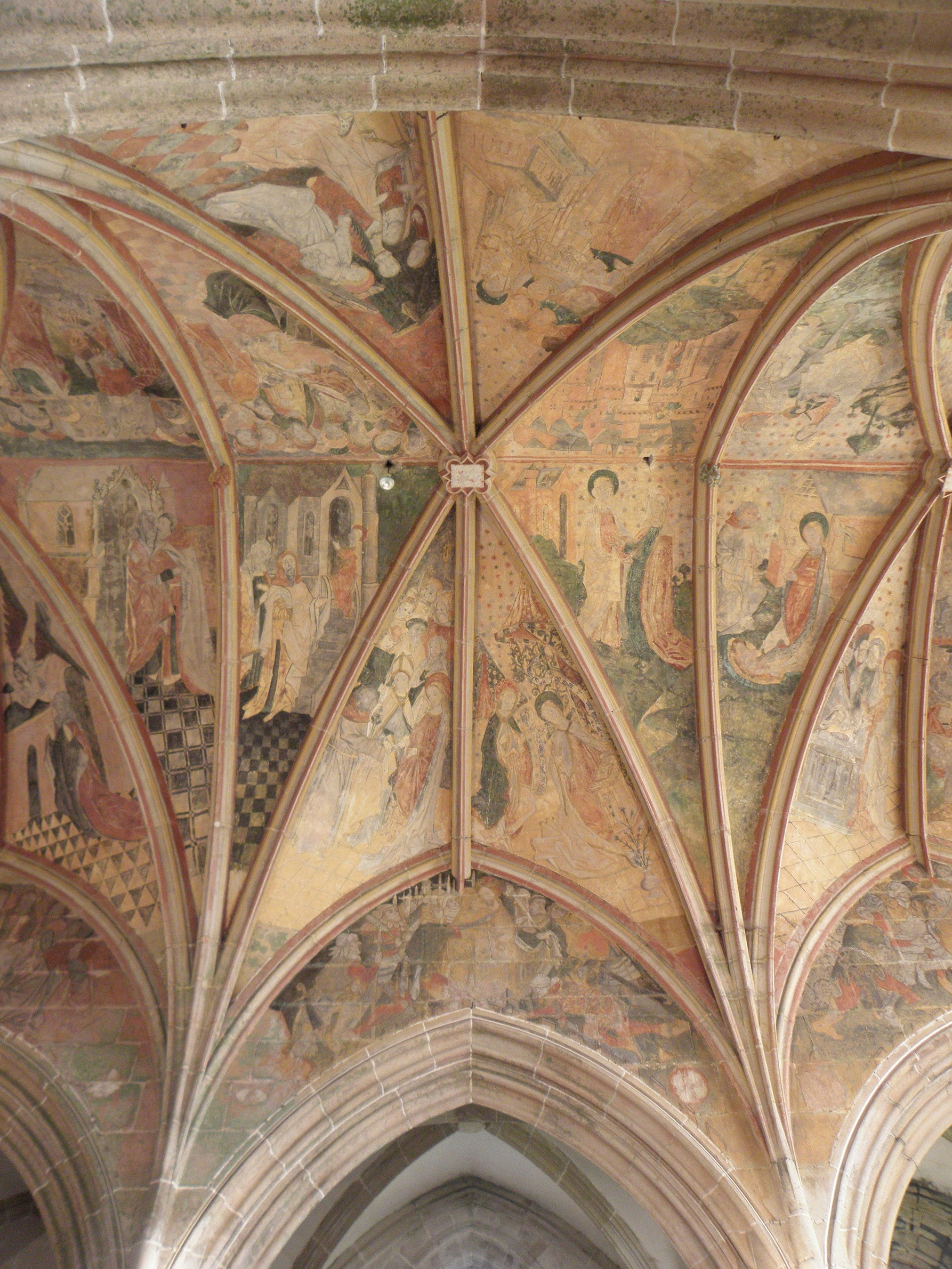
Deckenmalerei im Chor

Die Deckenmalereien im Chor mit Szenen aus dem Marienleben und dem Leben Jesu werden ins 16. Jahrhundert datiert. Auf den Bogenzwickeln sind Szenen der Passion dargestellt. An der Nordseite sind das Abendmahl, die Dornenkrönung und die Geißelung, an der Südseite die Kreuztragung, die Kreuzigung und die Grablegung zu erkennen, über dem Triumphbogen ist die Auferstehung dargestellt. Die Malereien wurden im Jahr 1857, im gleichen Jahr wie die Kirche, als Monument historique in die Liste der denkmalgeschützten Objekte (Base Palissy) in Frankreich aufgenommen.

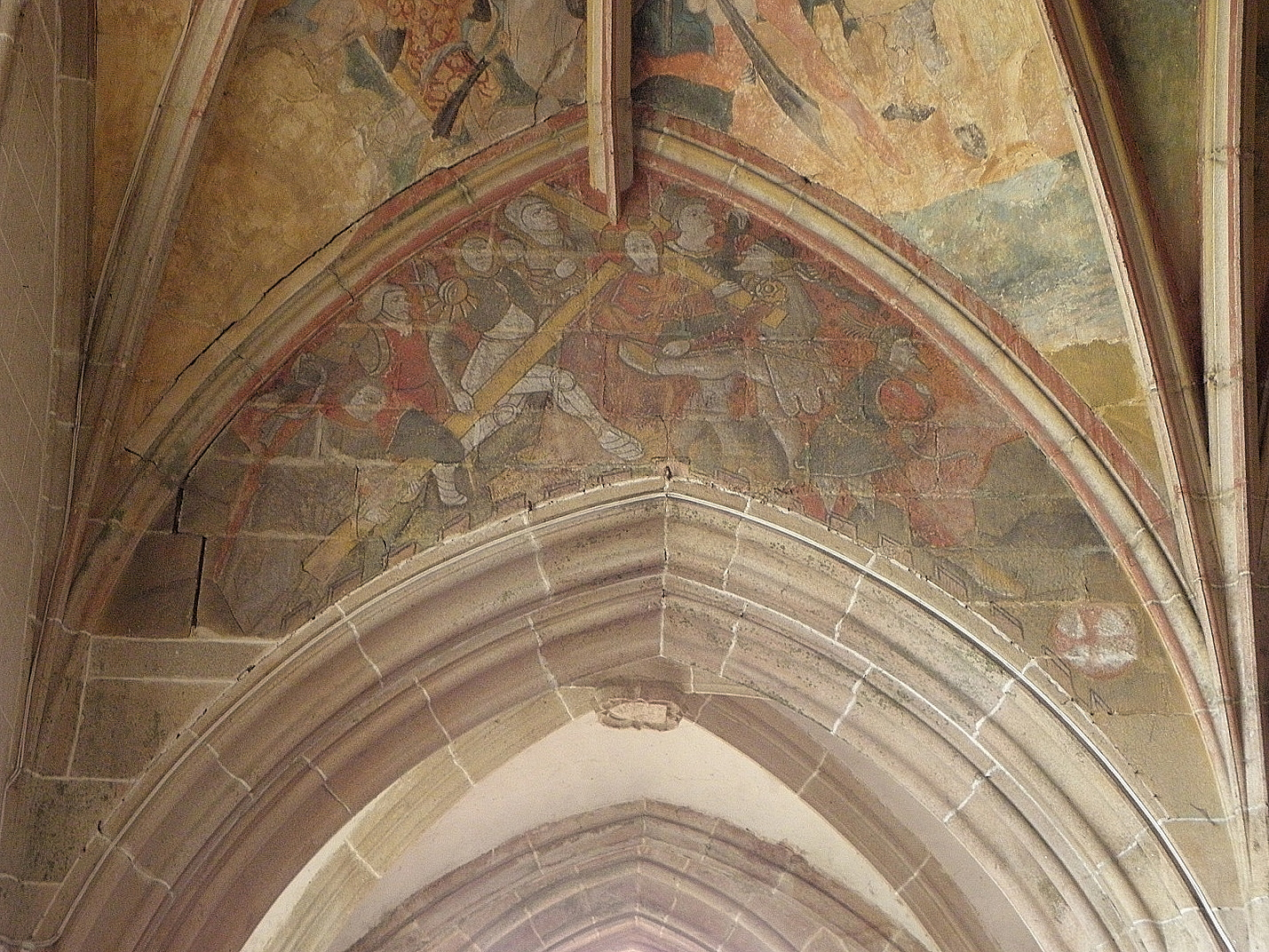
Kreuztragung
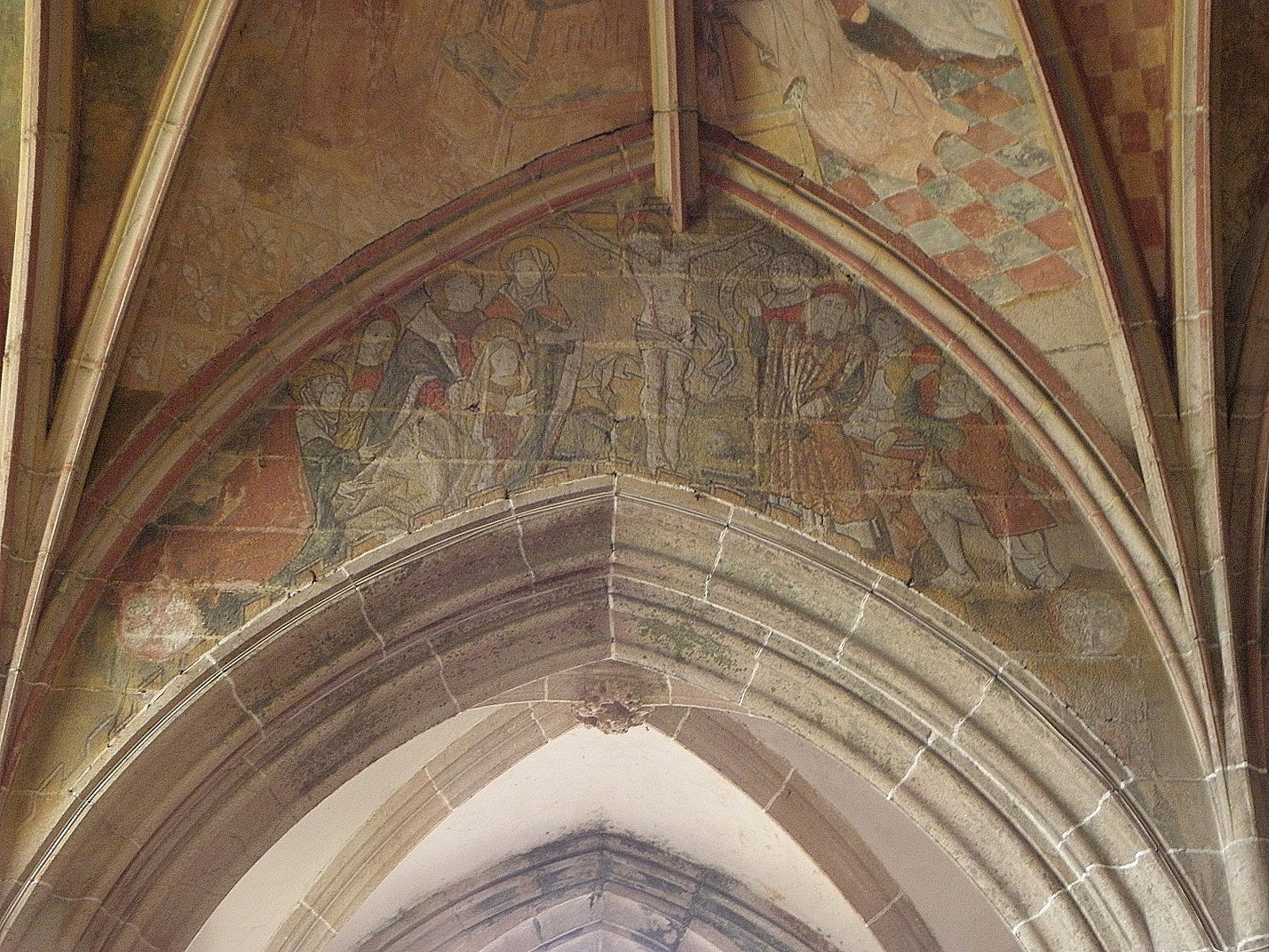
Kreuzigung
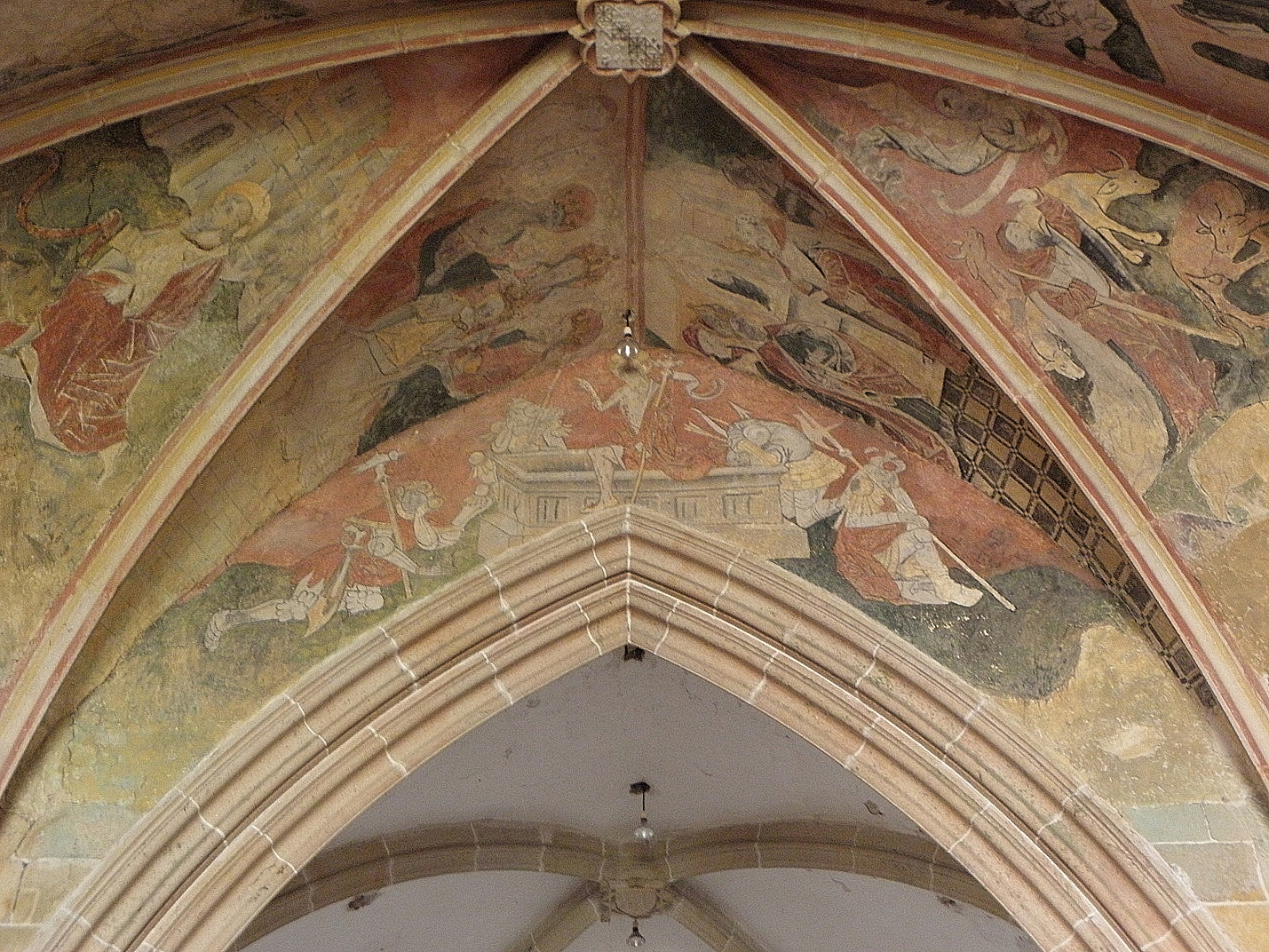
Auferstehung

### Totentanz

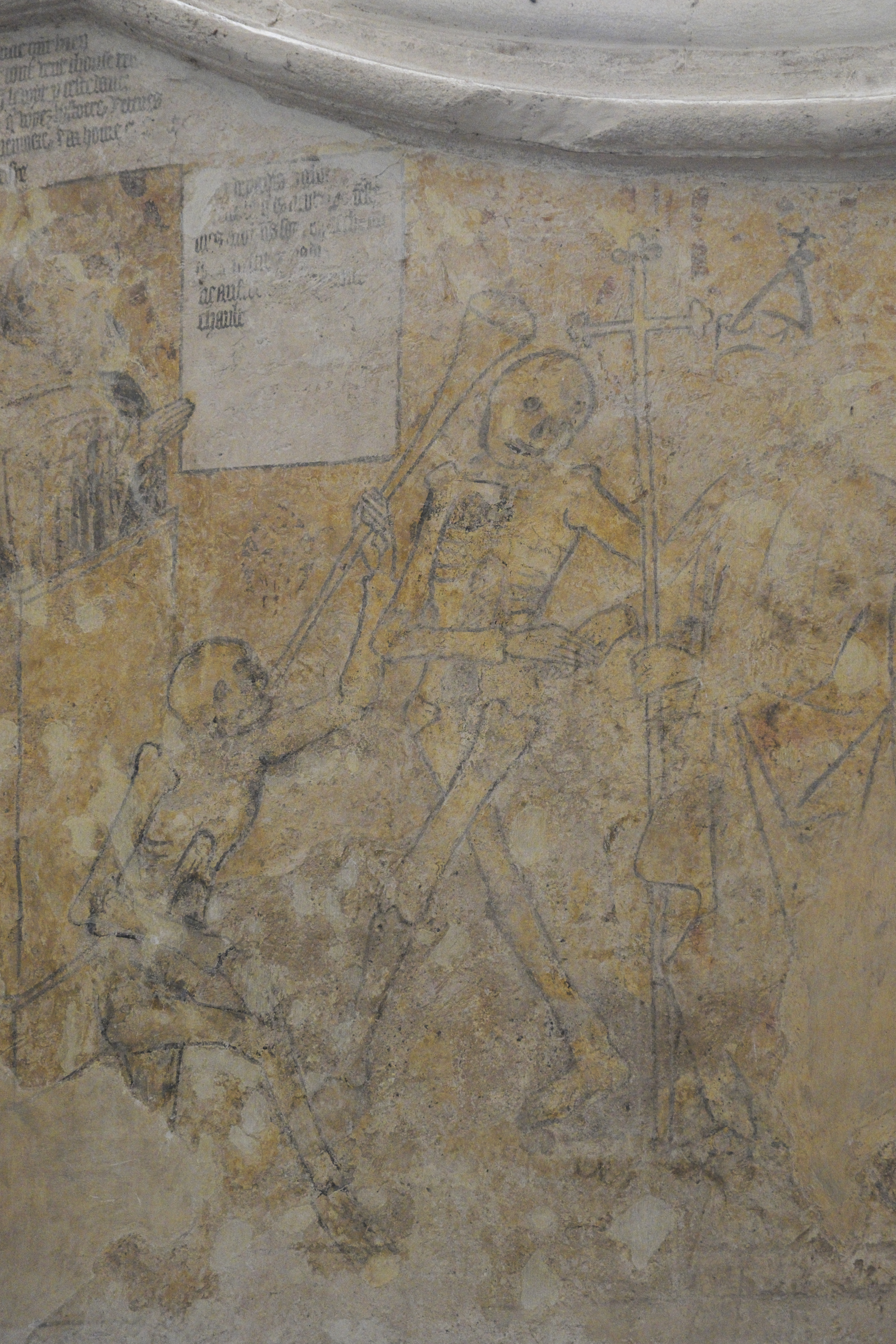
Totentanz

An den Wänden des südlichen Querhauses wurden 1912 Fragmente von Wandmalereien mit der Darstellung eines Totentanzes wiederentdeckt. Die Malereien werden um das Jahr 1440 datiert. Ursprünglich waren sie oben und unten mit einer Bordüre von Inschriften mit mehreren Zeilen eingefasst, die heute allerdings kaum mehr lesbar sind. Die Szenen beginnen mit einem Prediger, der auf einer Kanzel steht, es folgen ein Skelett, das Trompete bläst, und Personen unterschiedlicher Stände, die vom Tod in Gestalt von Skeletten mitgerissen werden.

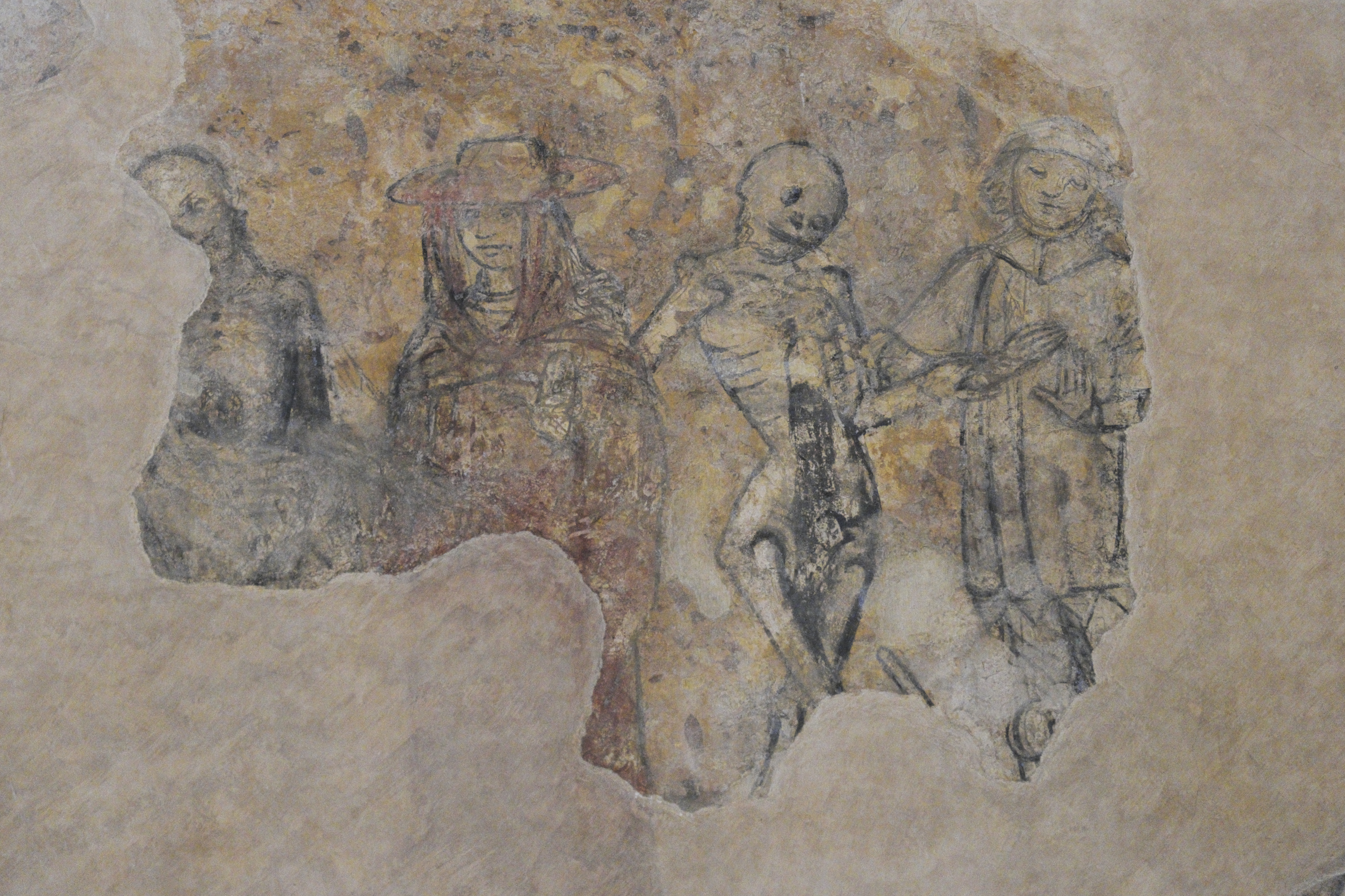
Totentanz
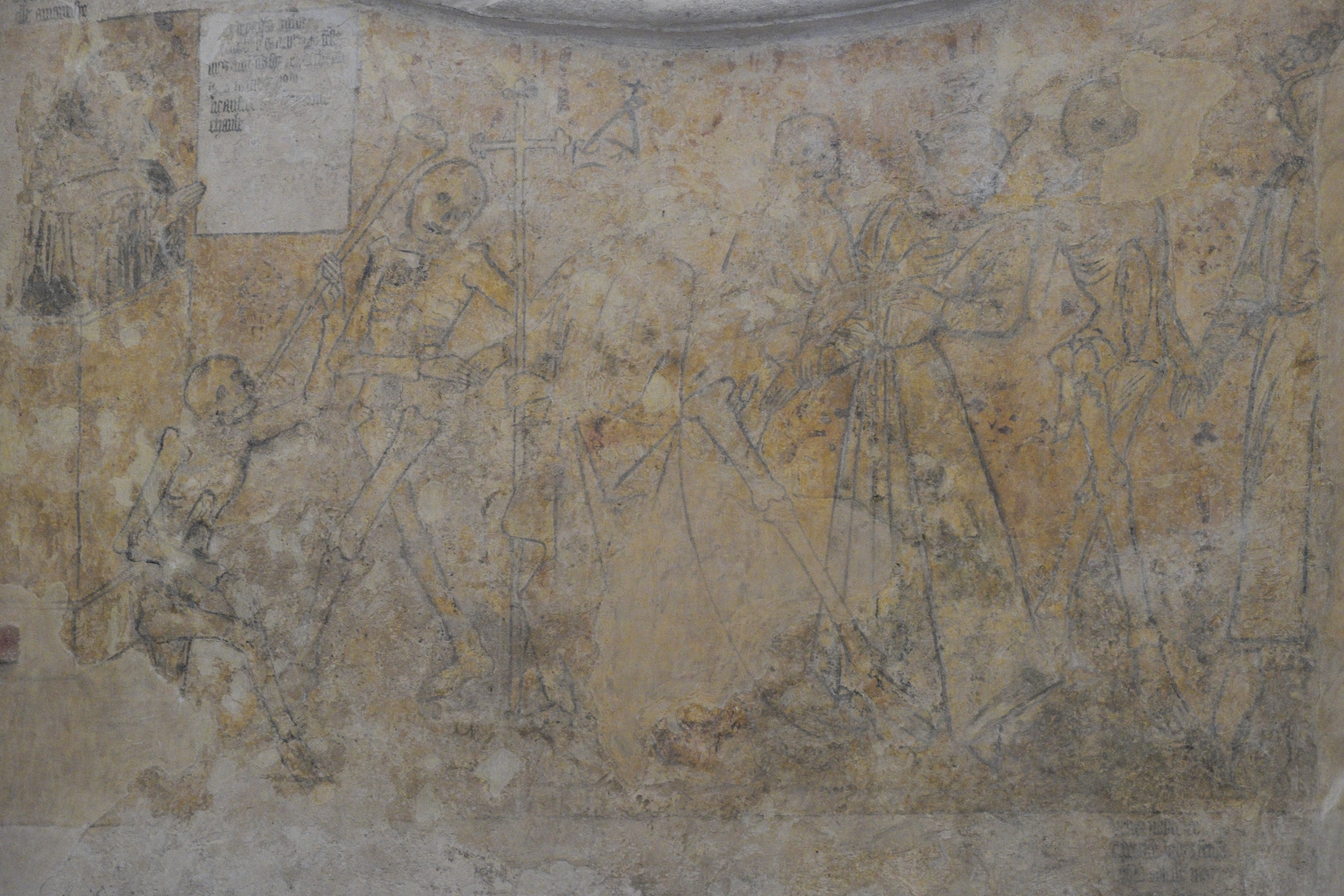
Totentanz
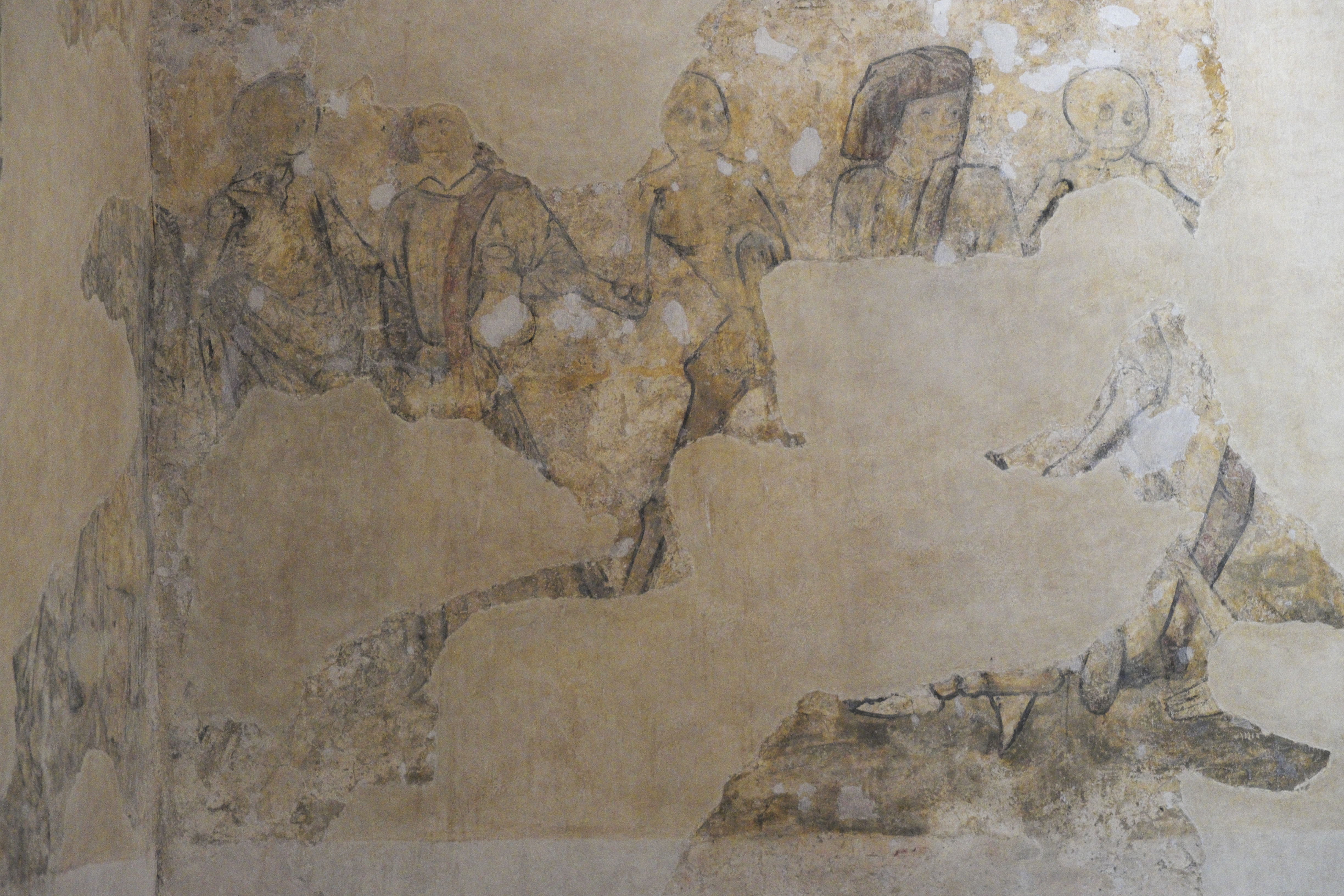
Totentanz

### Hölle

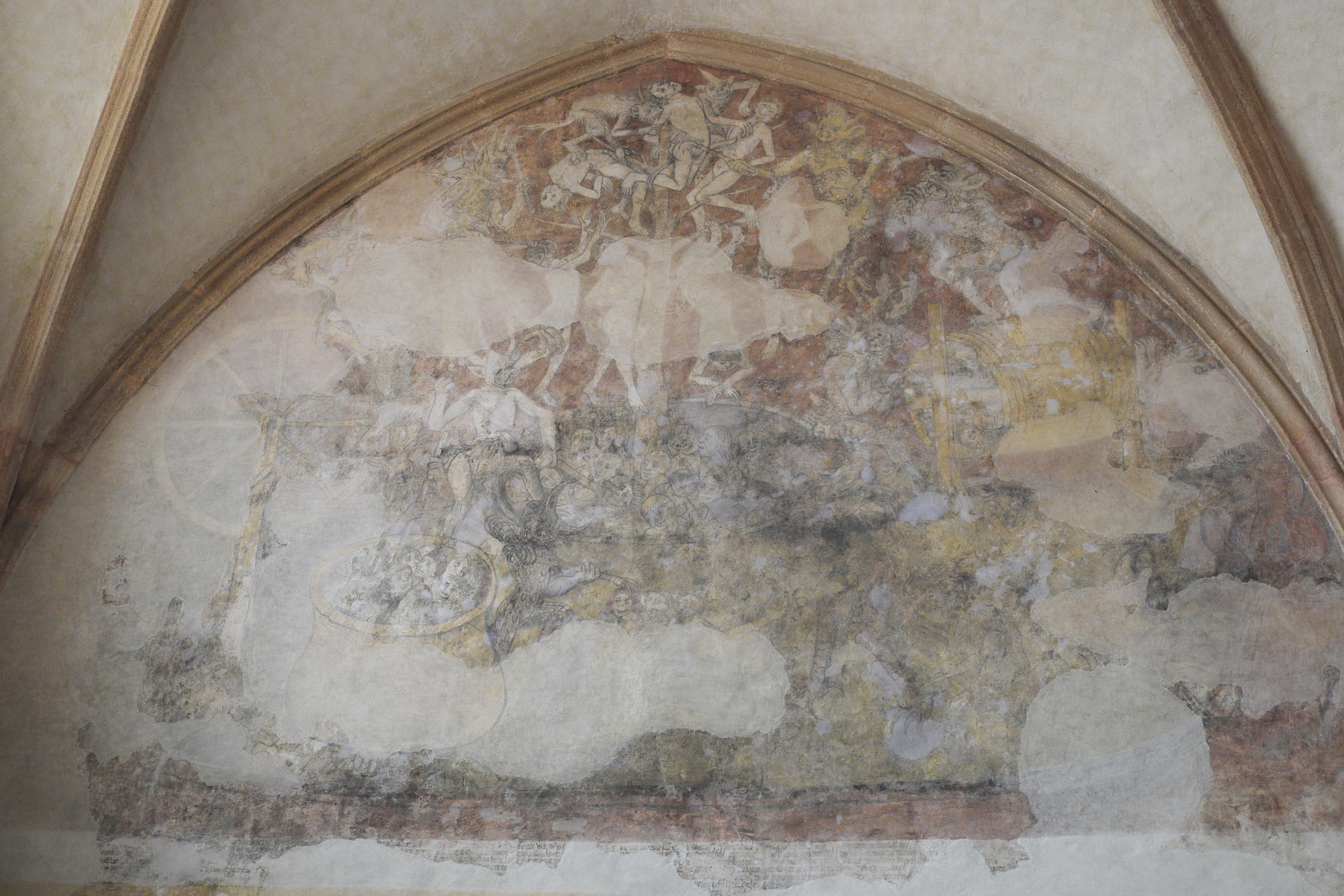
Hölle

Auf einer Wandfläche sind die Höllenqualen dargestellt. Ganz oben werden drei Personen von Teufeln gequält. Zwei sind an einen Baum gefesselt, ein Dritter ist von Ästen durchbohrt. In einer Szene auf der rechten Seite werden mehrere Personen in einer Tonne gefoltert, auf der linken Seite werden Personen gerädert. In der Mitte sieht man zwei große Bottiche, in denen Menschen sitzen und in die Teufel mit Mistgabeln und Hacken stechen. Die Malerei wird ebenfalls um 1440 datiert.

## Ausstattung
- Die farbig gefasste Steinfigur der Madonna mit Kind im Chor wird ins 15. Jahrhundert datiert.[10] Maria hält Lilien in der rechten Hand, auf ihrem linken Arm sitzt das Jesuskind, das eine Taube füttert.
- Die holzgeschnitzte und farbig gefasste Pietà sammt aus dem 16. Jahrhundert.[11]
- Die aus Stein gemeißelte Figur des heiligen Sebastian, die auf einer skulptierten Konsole und unter einem aufwändig gestalteten Baldachin an einer Säule im nördlichen Querhaus steht, ist ebenfalls eine Arbeit aus dem 16. Jahrhundert.[12]
- Zwei Weihwasserbecken aus Granit stammen aus dem späten 15. Jahrhundert.[13][14]

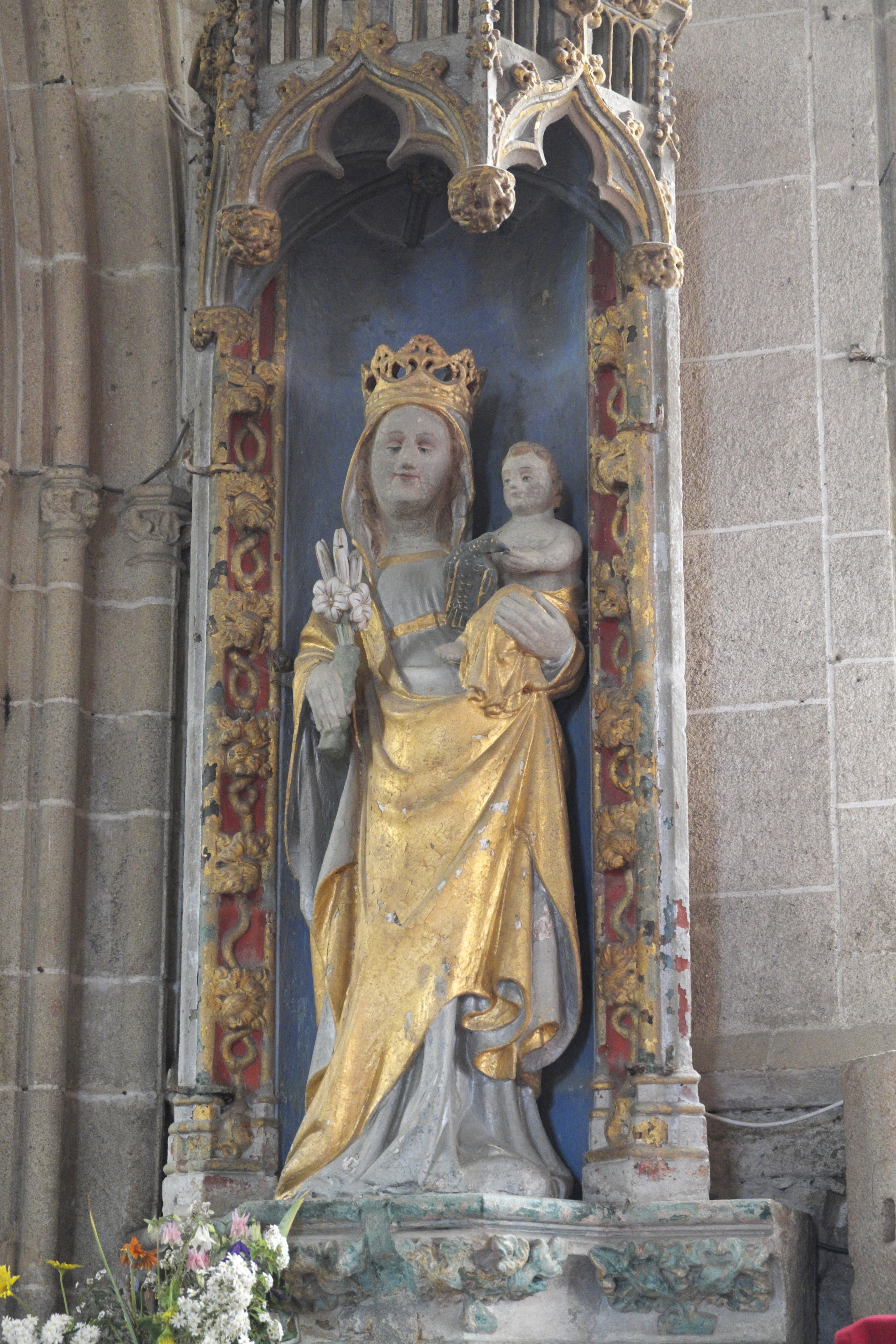
Madonna mit Kind
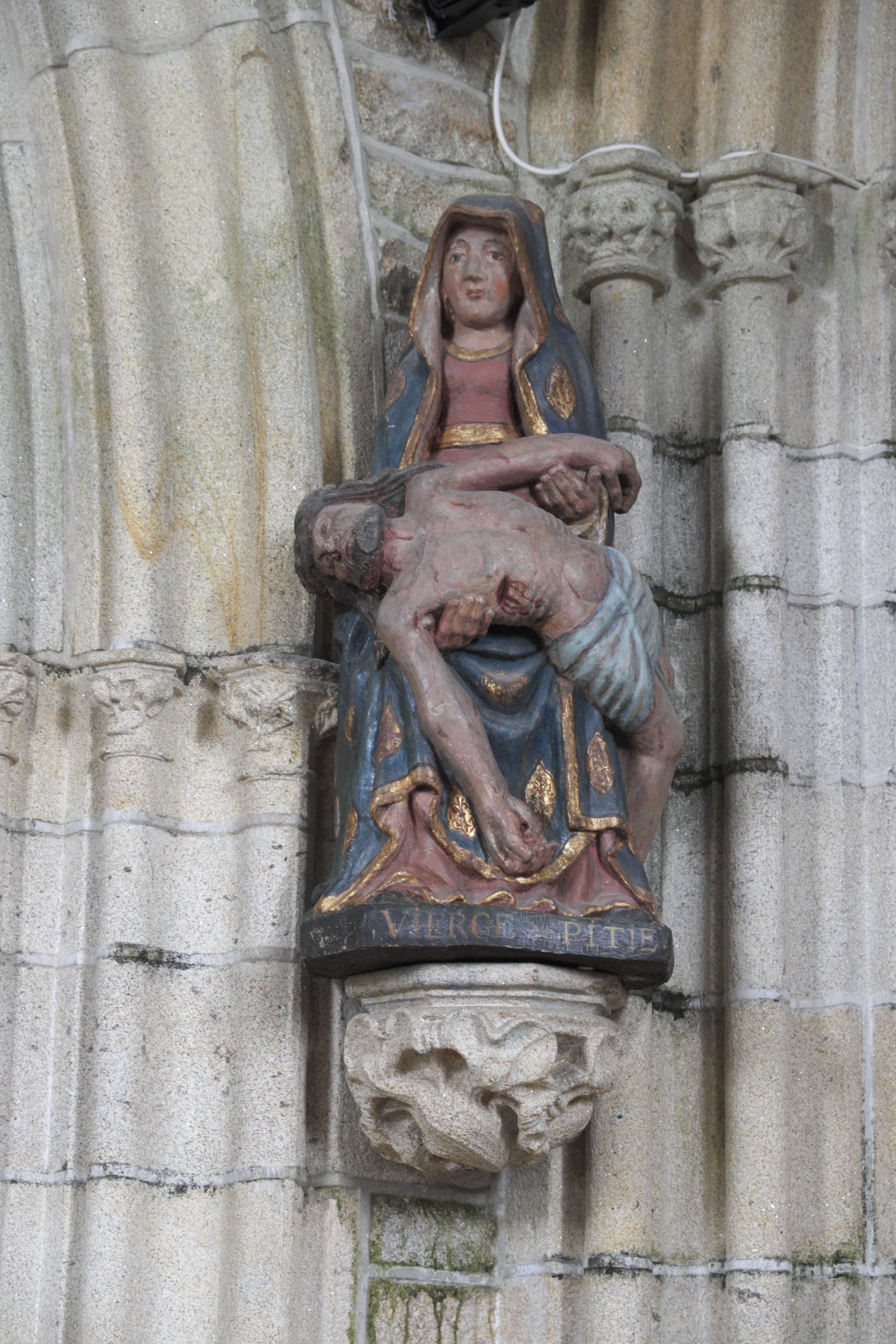
Pietà
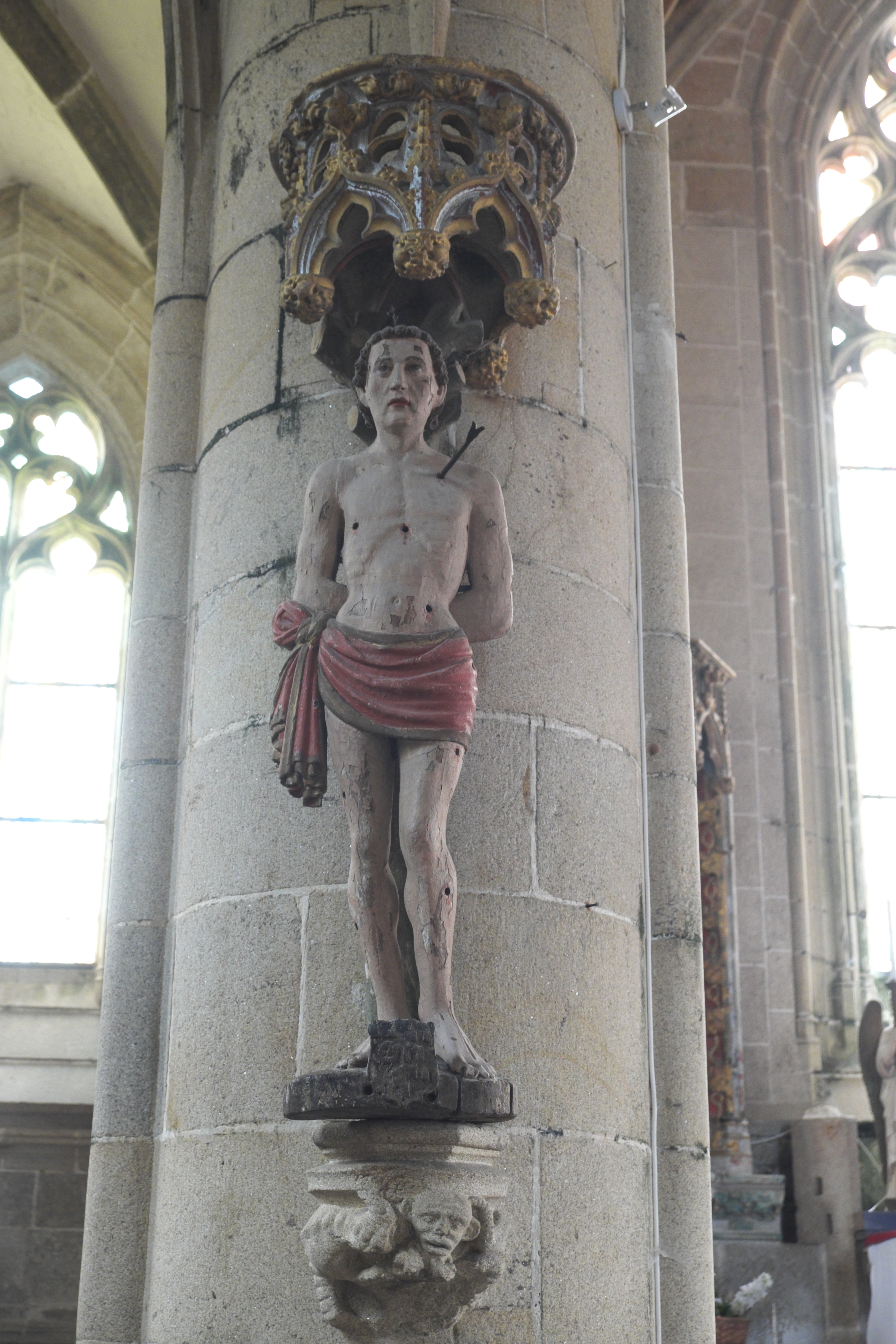
Heiliger Sebastian

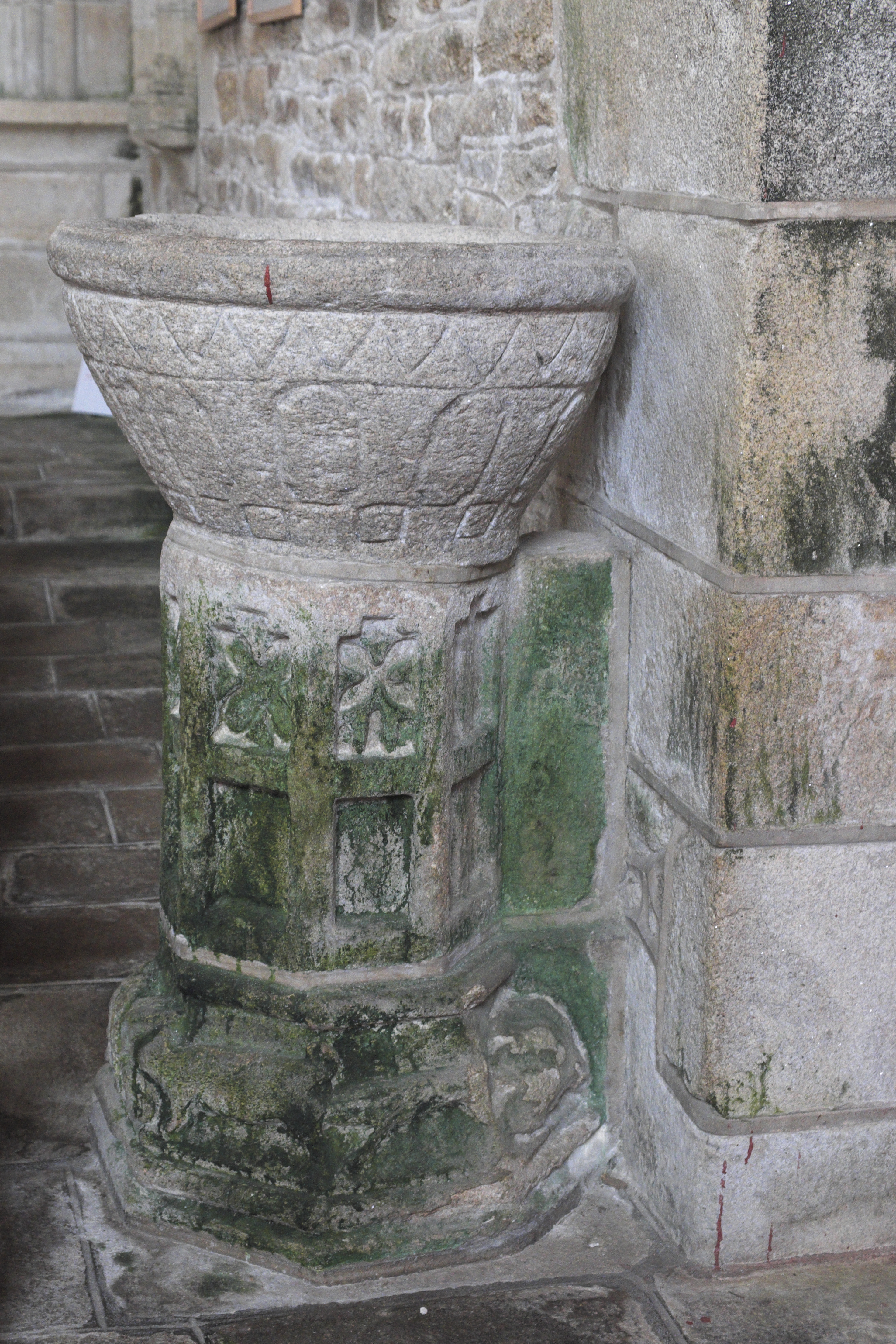
Weihwasserbecken
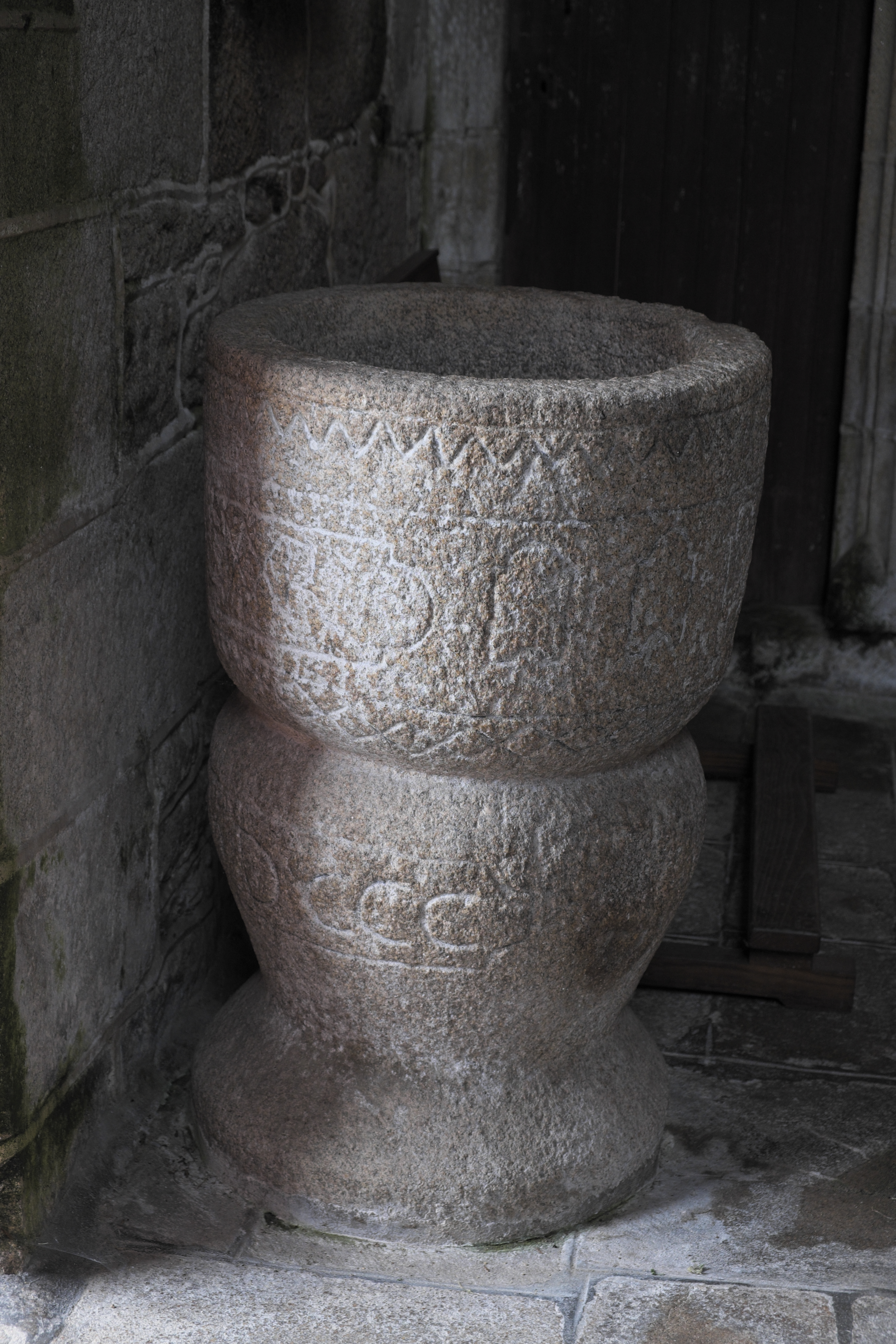
Weihwasserbecken